# پادشاهی چوسان
چوسان (هانگول: 조선, هانجا: 朝鮮, مک‌کیون–ریشاور: Chosŏn) یا جوسان، به‌طور رسمی: دولت بزرگ چوسان (هانگول: 대조선국, هانجا: 大朝鮮國) یک پادشاهی کره‌ای بود که در سال ۱۳۹۲ میلادی توسط ژنرال یی سونگ-گی در کره تشکیل شد. حکومت چوسان تا ۱۹۱۰ میلادی به حیات خود ادامه داد و در طی این مدت ۲۷ پادشاه از خاندان یی بر سرزمین‌ کره حکومت کردند. پایتخت این سلسله شهر هانیانگ، سئول امروزی بود. این پادشاهی پس از سرنگونی گوریو در شهری که امروزه کائسونگ است، تأسیس شد. در همان ابتدا، نام کره تغییر یافت و پایتخت به سئول امروزی منتقل شد. مرزهای شمالی این پادشاهی از طریق مطیع کردن جورچن‌ها به مرزهای طبیعی در رودخانه‌های آمنوک و تومن گسترش یافت. در این دوره، نئوکنفوسیونیسم، دین رسمی کشور شد. همچنین در این دوره ژاپن تحت امر تویوتومی هیده‌یوشی در دو‌ تهاجم‌ به‌ کره شرکت کرد. ولی به دلیل کمک دودمان مینگ به کره، ژاپن در این حمله ناکام ماند. در این دوره، نفوذ دودمان مینگ در کره افزایش یافت به‌ طوری‌ که در قرن هفدهم میلادی، پادشاهان چوسان تنها رؤسای پوشالی بودند و قدرت اصلی در دست‌ چینی‌ها بود و کره از دودمان مینگ تبعیت می‌کرد. در سال ۱۸۹۷ نام پادشاهی چوسان به امپراتوری کره تغییر یافت اما همچنان خاندان یی بر کره حکومت می‌کردند. در سال ۱۹۱۰، کره تحت استعمار؛  امپراتوری ژاپن درآمد و سلسله چوسان پس از ۵۱۸ سال از بین رفت.
چوسان در طول مدت ۵۰۰ ساله‌اش استقرار آرمان‌ها و دکترین‌های کنفوسیوس را در جامعه کره تشویق کرد. نئوکنفوسیوسیسم به عنوان ایدئولوژی دولت جدید نصب شد و بر این اساس بودیسم‌ سست شد و گهگاه بودایی‌ها با آزار و شکنجه مواجه می‌شدند. چوسان حاکمیت مؤثر خود را بر شبه‌جزیره کره تحکیم کرد و اوج فرهنگ، تجارت، ادبیات و علم و فناوری کلاسیک کره را دید. در دهه ۱۵۹۰، پادشاهی به دلیل دو تهاجم‌ ناموفق‌ ژاپن در سال‌های ۱۵۹۲ و ۱۵۹۸ به شدت تضعیف شد. چندین دهه بعد، چوسان توسط جین پسین و سلسله‌ چینگ به ترتیب در ۱۶۲۷ و ۱۶۳۶‌ تا‌ ۱۶۳۷ مورد تهاجم قرار گرفت که منجر به سیاست انزواطلبی فزاینده‌ای شد که به همین دلیل این کشور در ادبیات غرب به عنوان «پادشاهی‌‌ منزوی» شناخته شد. پس از پایان این تهاجمات از منچوری، چوسان یک دوره نزدیک به ۲۰۰ ساله صلح و رفاه، همراه با توسعه فرهنگی و فناوری را تجربه کرد. قدرتی که پادشاهی در طول انزوای خود به دست آورد با پایان یافتن قرن هجدهم کاهش یافت. این پادشاهی در اواخر قرن نوزدهم که با درگیری‌های داخلی، جنگ قدرت، فشار بین‌المللی و شورش‌هایی در داخل مواجه بود به سرعت رو به افول رفت.
دوره چوسان میراث قابل توجهی برای کره امروزی و مدرن به جا گذاشته‌است بخش بسیاری از فرهنگ‌ کره‌ای، آداب، هنجارها، و نگرش‌های اجتماعی مدرن کره‌ای نسبت به مسائل جاری همراه با زبان‌ کره‌ای نوین و گویش‌های آن از فرهنگ و سنت‌های چوسان نشات می‌گیرند‌. بوروکراسی مدرن کره‌ای و تقسیمات اداری نیز در دوره چوسان ایجاد شد.

### دوره اولیه (اواخر قرن چهاردهم تا اواسط قرن شانزدهم)

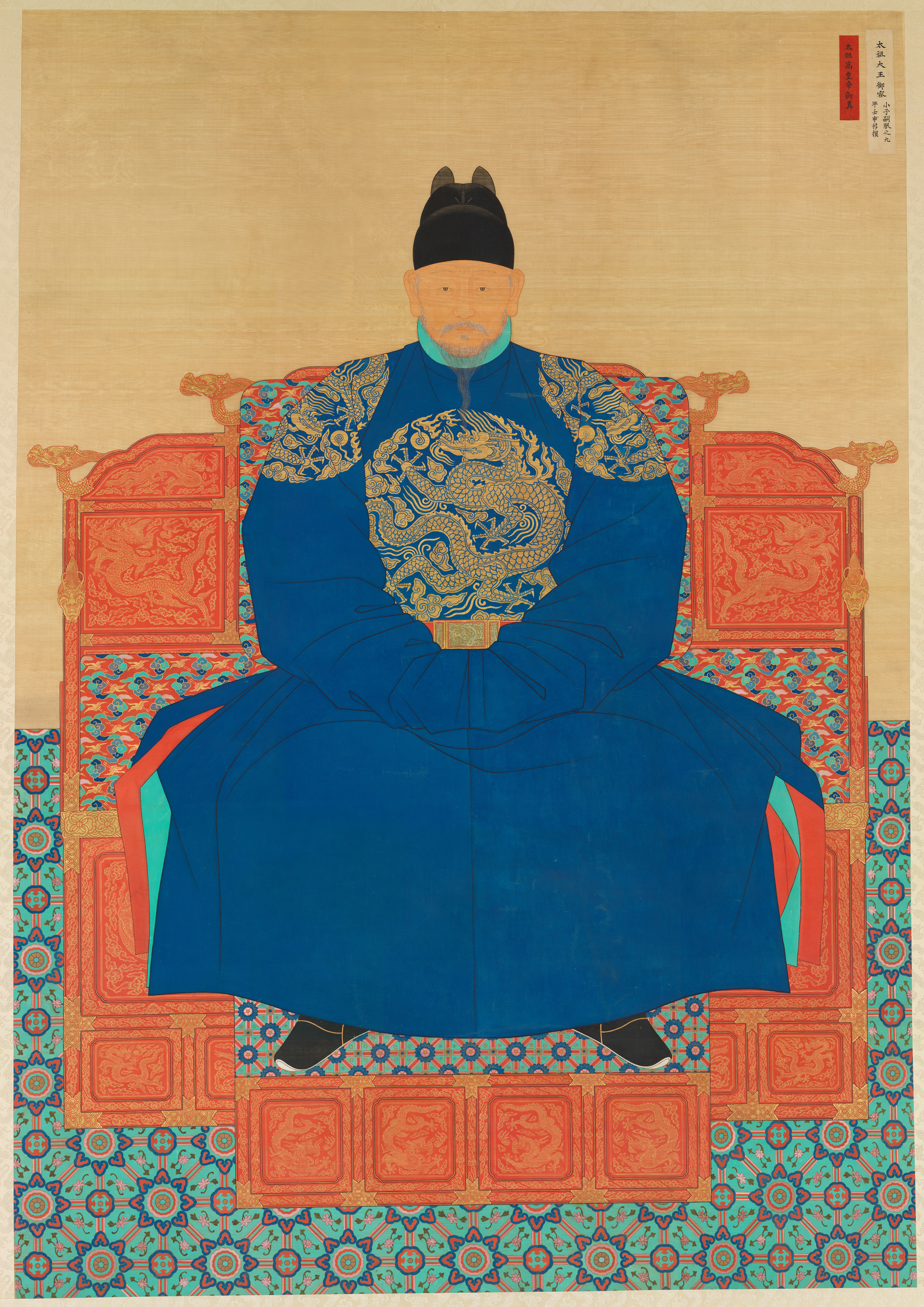
پرتره پادشاه تائجو

## تاریخ

### بنیاد نهادن
در اواخر قرن چهاردهم، گوریو با قدمتی ۵۰۰ ساله که در سال ۹۱۸ تأسیس شد در حال فروپاشی بود و پایه‌های آن پس از سال‌ها جنگ که از سلسله در حال فروپاشی یوآن سرازیر شده بود فرو ریخت. پس از ظهور سلسله‌ مینگ دربار سلطنتی در گوریو به دو جناح متضاد تقسیم شد، یکی طرفدار بی‌طرفی و دیگری خواهان بازپس گیری شبه‌جزیره لیائودونگ که بسیاری در گوریو معتقد بودند متعلق به گوریو است. گوریو در درگیری بین یوآن و مینگ ناظر شخص ثالث بی‌طرف باقی ماند و روابط دیپلماتیک دوستانه‌ای با هر دو داشت. در سال ۱۳۸۸ یک پیام‌رسان مینگ به گوریو آمد و خواستار واگذاری قلمروهای استان‌های‌ سانگ‌سئونگ سابق به مینگ چین شد. این قطعه زمین در طول حمله مغول به کره توسط نیروهای مغول تصرف شد اما در سال ۱۳۵۶ با تضعیف سلسله یوآن توسط گوریو پس گرفته شد. این اقدام باعث سر و صدایی در دربار گوریو شد و ژنرال چوی‌یونگ از این فرصت استفاده کرد و برای تهاجم به شبه‌جزیره لیائودونگ تحت کنترل مینگ بحث کرد.
ژنرال یی‌ سونگ‌-گی برای رهبری حمله انتخاب شد. ولی او شورش کرده و به پایتخت گائه‌گیونگ (کائسونگ کنونی) بازگشت و کودتای نظامی را آغاز کرد و پادشاه یو گوریو را به نفع پسرش، چانگ‌ گوریو در سال ۱۳۸۸ سرنگون کرد. یی سونگ بعدها پادشاه یو و پسرش را پس از استقرار مجدد کشت و به زور یک فرد سلطنتی به نام وانگ یو را بر تخت سلطنت نشاند (او تبدیل به پادشاه‌ گونگ‌ یانگ‌ گوریو شد). در سال ۱۳۹۲، ژنرال یی‌، جونگ مونگ جو، رهبر بسیار مورد احترام یک گروه وفادار به سلسله گوریو را حذف کرد و پادشاه گونگ یانگ را از سلطنت خلع کرد و او را به ونجو تبعید کرد و خودش بر تخت سلطنت نشست. اینک پادشاهی گوریو پس از ۴۷۴ سال حکومت به پایان رسیده بود.
یی سونگ گی در آغاز سلطنت خود که اکنون حاکم کره شده بود، قصد داشت به استفاده از نام گوریو برای کشوری که بر آن حکومت می‌کرد ادامه دهد و به سادگی تبار سلطنتی را به سمت خود تغییر دهد زیرا به این ترتیب سنت ۵۰۰ ساله گوریو به صورت نمادین نیز حفظ می‌شد. پس از تهدیدهای متعدد برای شورش از سوی اشراف به شدت ضعیف شده گوئونمون که همچنان تاثیرگذار و دارای نفوذ بودند و به بقایای گوریو و خاندان وانگ که اکنون تنزل یافته بودند سوگند وفاداری خورده بودند، اجماع در درباری که اصلاح شده بود بر این شد که یک عنوان سلسله‌ای جدید برای نشان دادن تغییر لازم است‌. در نامگذاری پادشاهی جدید، پادشاه تائجو دو احتمال را در نظر گرفت: «هواریونگ» (محل تولد او) و «چوسان»‌. پس از گفتگوهای داخلی بسیار و همچنین تایید امپراتور سلسله مینگ، تائجو نام این پادشاهی را برای ادای احترام به گوجوسان؛ کشور باستانی کره‌ای، چوسان اعلام کرد. همچنین او پایتخت را از گائه‌گیونگ (کائسونگ کنونی) به هانسئونگ (سئول کنونی) منتقل کرد.

### ستیزه شاهزادگان

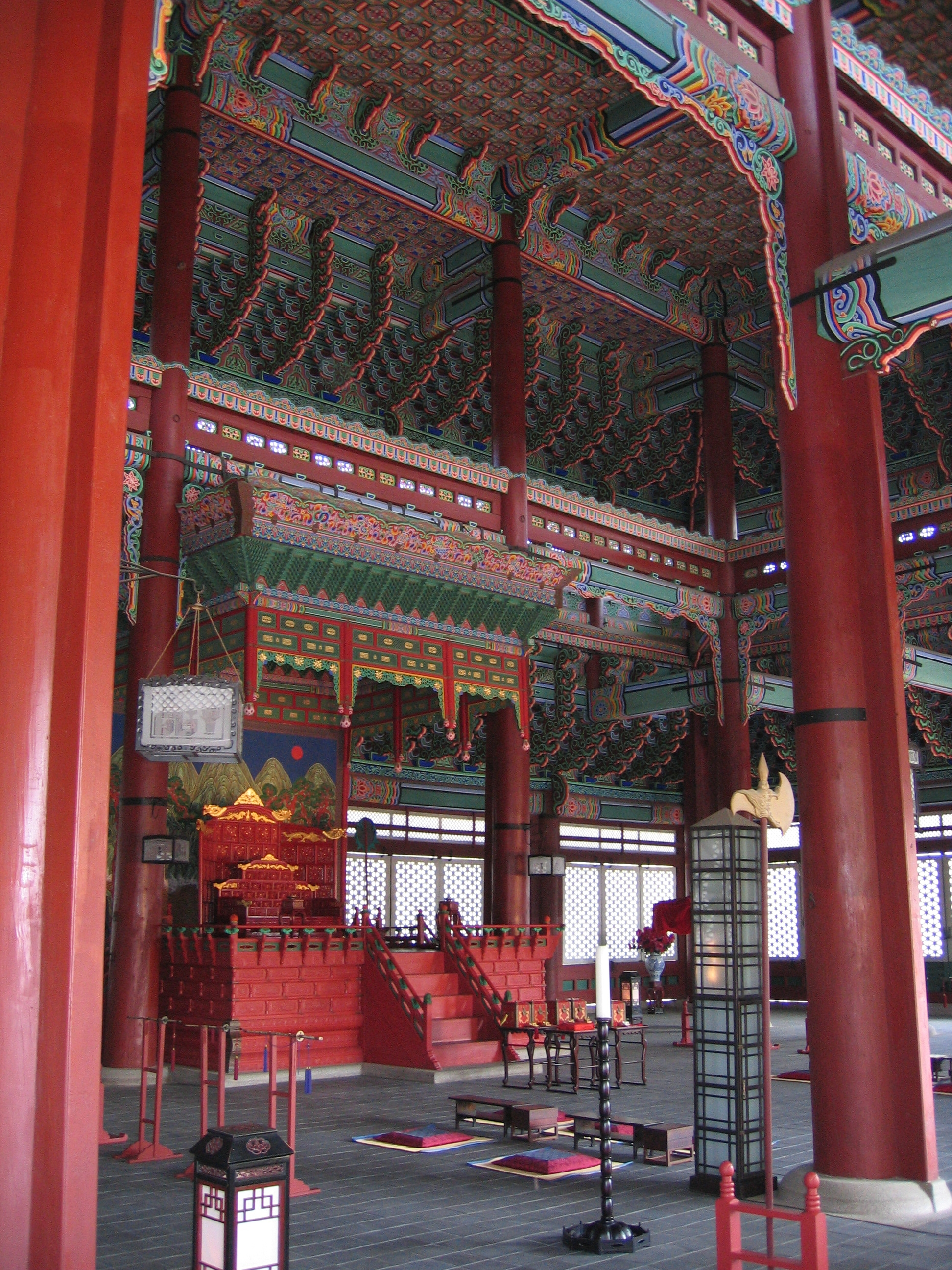
اتاق تاج و تخت در کاخ گیونگ‌بوک‌گونگ

هنگامی که سلسله جدید به وجود آمد، تائجو این موضوع را مطرح کرد که کدام پسر جانشین او خواهد بود. اگرچه یی بانگ-وون، پنجمین پسر تاجو از ملکه‌ سینوئی، بیشترین سهم را در به قدرت رسیدن پدرش داشت‌. رئیس شورای دولتی جونگ دو جون و نام‌ ائون از نفوذ خود بر پادشاه استفاده کردند تا یی بانگ-سئوک هشتمین پسر او (پسر دوم ملکه‌ سیندیوک) را به عنوان ولیعهد در سال ۱۳۹۲ معرفی کنند. این درگیری عمدتاً به این دلیل به وجود آمد که جونگ دو جون، که بیش از هر کس دیگری پایه‌های ایدئولوژیک، نهادی و قانونی پادشاهی جدید را شکل داد و پایه‌گذاری کرد، چوسان را حکومت پادشاهانه‌ای می‌دید که توسط وزرای منصوب از سوی پادشاه رهبری می‌شد، در حالی که یی بانگ-وون قصد داشت یک سلطنت‌ مطلقه‌ را که مستقیماً توسط شاه اداره می‌شود ایجاد کند.
پس از مرگ ناگهانی ملکه سیندیوک در حالی که پادشاه تائجو هنوز در سوگ همسر دوم خود بود یی بانگ-وون ابتدا با یورشی در کاخ؛ جونگ دو جون و حامیانش و همچنین دو پسر ملکه سیندیوک و برادران ناتنی او از جمله ولیعهد را در سال ۱۳۹۸ کشت. این حادثه به «نخستین درگیری شاهزاده‌ها» معروف شد.
شاه تائجو از این واقعیت که پسرانش حاضر بودند یکدیگر را برای تاج پادشاهی بکشند و از نظر روانی از مرگ همسر دومش خسته شده بود، از سلطنت کناره‌گیری کرد و بلافاصله پسر دومش یی بانگ-گوا را به عنوان پادشاه جئونگ‌جونگ تاج گذاری کرد. یکی از اولین اقدامات پادشاه جئونگ‌‌جونگ به عنوان پادشاه این بود که پایتخت را به گائه‌گیونگ بازگرداند، اعتقاد بر این است که او به طور قابل توجهی در آنجا راحت‌تر بود و از نزاع زهرآگین قدرت دور بود. با این حال یی بانگ-وون قدرت واقعی خود را حفظ کرد و به زودی با برادر بزرگتر ناراضی خود یی بانگ-گان، که او نیز مشتاق قدرت بود درگیر شد. در سال ۱۴۰۰، تنش بین جناح یی بانگ-وون و اردوگاه یی بانگ-گان به یک درگیری همه جانبه تبدیل شد که به «درگیری دوم شاهزاده‌ها» معروف شد. در پی این مبارزه و پس از آن، یی بانگ-گان شکست خورده و به دوسان تبعید شد و حامیانش اعدام شدند. پادشاه جئونگ‌جونگ که کاملاً به وحشت افتاده بود، بلافاصله بر روی یی بانگ‐وون به عنوان وارث احتمالی‌اش سرمایه گذاری کرد و داوطلبانه از سلطنت کنار رفت. در همان سال یی بانگ-وون به عنوان پادشاه تائجونگ، سومین پادشاه سلسله، تاج و تخت چوسان را به دست گرفت.

#### تثبیت قدرت سلطنتی
در آغاز سلطنت تائجونگ، پادشاه سابق تائجو حاضر نشد از مهر سلطنتی که مشروعیت حکومت هر پادشاهی را نشان می‌داد، چشم پوشی کند. صرف نظر از این، تائجونگ سیاست‌هایی را آغاز کرد که معتقد بود صلاحیت او برای حکومت را ثابت می‌کند. یکی از اولین اقدامات او به عنوان پادشاه: لغو امتیازی بود که طبقات بالای حکومت و اشراف برای حفظ ارتش خصوصی از آن برخوردار بودند. لغو چنین حقوقی از سوی او برای اعزام نیروهای مستقل عملاً توانایی آنها را برای برپایی شورش‌های گسترده قطع کرد و تعداد مردان شاغل در ارتش ملی را به شدت افزایش داد. اقدام بعدی تائجونگ به عنوان پادشاه، تجدید نظر در قوانین موجود در مورد مالیات بر مالکیت زمین و ثبت وضعیت رعایا بود. با کشف زمین‌هایی که قبلاً پنهان شده بود درآمد ملی دو برابر شد.
در سال ۱۳۹۹، تائجونگ نقش مؤثری در لغو مجمع‌ دوپیونگ، شورایی از دولت قدیمی که در سال‌های رو به زوال گوریو انحصار قدرت دربار را در اختیار داشت، به نفع شورای‌ دولتی چوسان، شاخه‌ای جدید از مرکز، ایفا کرد. حکومتی که حول محور شاه و فرمان‌های او می‌چرخید. پس از تصویب اسناد موضوعی و قانون مالیات، فرمان جدیدی صادر کرد که در آن کلیه تصمیمات مصوب شورای دولتی تنها با تأیید پادشاه قابل اجرا بود. این امر به رسم وزرای دربار و مشاوران در تصمیم گیری از طریق بحث و گفتگو بین خود پایان داد و در نتیجه قدرت سلطنتی را به اوج جدیدی رساند.
مدت کوتاهی پس از آن، تائجونگ دفتری به نام دفتر سیمون را برای رسیدگی به مواردی که در آن افراد آسیب دیده احساس می‌کردند توسط مقامات دولتی یا اشراف (یانگبان) مورد استثمار یا رفتار ناعادلانه قرار گرفته‌اند، تأسیس کرد. او اصلاحات جونگ دو جون را در اکثر موارد دست نخورده نگه داشت. علاوه بر این تائجونگ بسیاری از حامیان خود را که به او کمک کردند تا بر تخت سلطنت بنشیند اعدام یا تبعید کرد تا قدرت سلطنتی خود را تقویت کند. او برای محدود کردن نفوذ همسرش ملکه ونگیه‌ئونگ هر چهار برادر همسرش و شیم‌ اون، پدر زن پسرش سجونگ را کشت.
تائجونگ همچنان یک شخصیت بحث برانگیز است که بسیاری از رقبا و نزدیکان خود را برای به دست آوردن قدرت کشت و در عین حال برای بهبود زندگی مردم، تقویت دفاع ملی، و پایه‌گذاری محکمی برای حکومت جانشین خود سجونگ، حکومت کرد.

#### سجونگ بزرگ

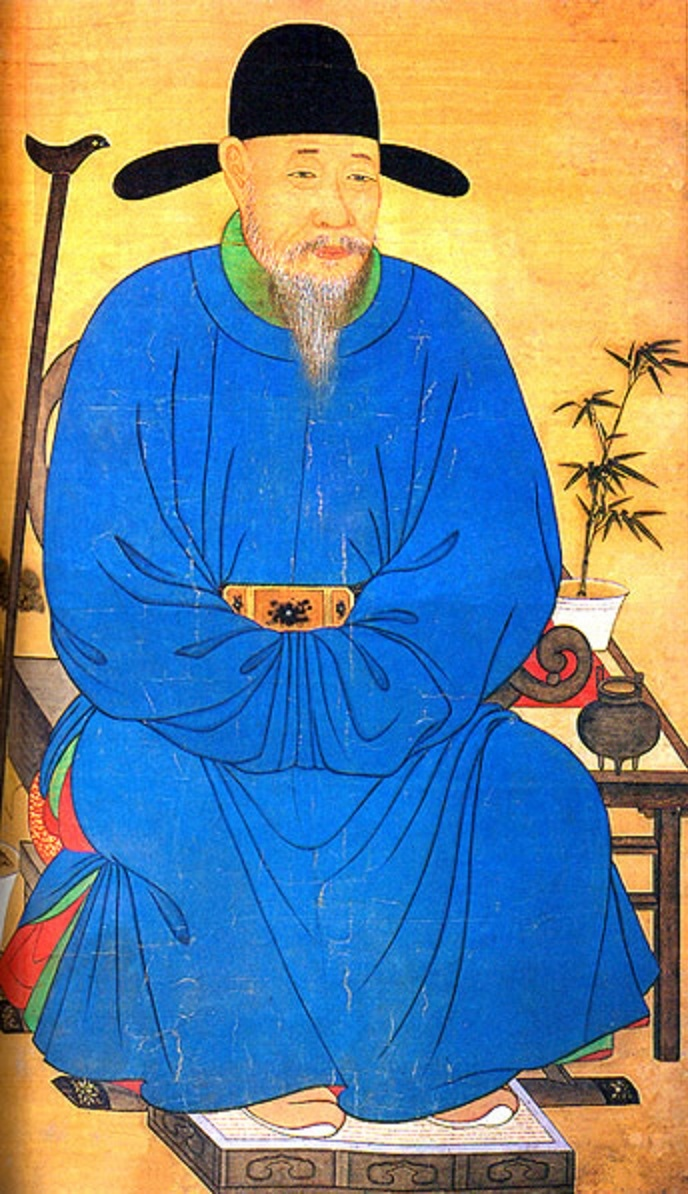
پرتره‌ای از پادشاه سجونگ، این پرتره توسط ها یئون، که در زمان سلطنت پادشاه سجونگ به عنوان رئیس شورای دولتی (یئون‌گوئی‌جئونگ) خدمت می‌کرد کشیده شده‌است.

صفحه‌ای از هون‌‌مین‌‌جانگ‌‌ام اینوهائه، ترجمه‌ای جزئی از هون‌مین‌جانگ‌ام، که انتشاری اصلی از الفبای کره‌ای را نشان می‌‌‌دهد.

در اوت ۱۴۱۸، پس از کناره گیری تائجونگ، سجونگ‌ بزرگ دو ماه زودتر بر تخت سلطنت نشست. در ماه مه ۱۴۱۹، پادشاه سجونگ تحت مشاوره و راهنمایی پدرش تائجونگ نیرو‌هایی را به گیهائه شرقی فرستاد تا مزاحمت‌های واکو (دزدان دریایی) که در خارج از جزیره‌ تسوشیما فعالیت می‌کردند برطرف کند.
در سپتامبر ۱۴۱۹، دایمیوی تسوشیما، ساداموری، به دربار چوسان تسلیم شد و در سال ۱۴۴۳، پیمان کاکیتسو امضا شد که در آن به دایمیوی تسوشیما حق تجارت با کره با پنجاه کشتی در سال در ازای ارسال خراج به کره و کمک به توقف هرگونه حمله دزدان دریایی واکو به بنادر کره داده شد.
در مرز شمالی، سجونگ چهار قلعه و شش پاسگاه ایجاد کرد تا از مردمش در برابر جورچن‌ها که بعداً به منچوها تبدیل شدند و در منچوری زندگی می‌کردند محافظت کند. در سال ۱۴۳۳، سجونگ، یک مقام دولتی به نام کیم‌ جونگ‌-سو را به شمال فرستاد تا از حملات جورچن‌ها جلوگیری کند. کمپین نظامی کیم چندین قلعه را تصرف کرد و به سمت شمال رانده شد، کیم قلمرو کره را که تقریباً مرز‌ کنونی‌ بین‌ کره‌‌‌شمالی‌ و‌‌ چین است، بازگرداند.
در طول حکومت سجونگ، کره شاهد پیشرفت‌هایی در علوم‌ طبیعی، کشاورزی، ادبیات، طب‌ سنتی‌ چینی و مهندسی بود. به دلیل چنین موفقیتی به سجونگ لقب «سجونگ بزرگ» داده شد. به یاد ماندنی‌ترین اقدام پادشاه سجونگ، ایجاد هانگول ، الفبای کره‌ای در سال ۱۴۴۳ است. هانگول در زمان خود توسط نخبگان علمی رد شد‌. استفاده روزمره از هانجا در نوشتن در نهایت توسط هانگول در نیمه پایانی قرن بیستم پیشی گرفت.

#### شش وزیر کشته شده
پس از مرگ پادشاه سجونگ، پسرش مونجونگ میراث پدرش را ادامه داد اما به زودی در سال ۱۴۵۲، تنها دو سال پس از تاجگذاری بر اثر بیماری درگذشت و پسر دوازده ساله‌اش، دانجونگ جانشین او شد. علاوه بر دو نایب السلطنه، پرنسس‌ گیونگ‌هی (دختر مونجونگ) همچنین به عنوان نگهبان دانجونگ خدمت کرد و به همراه ژنرال کیم جونگ-سو تلاش کرد تا قدرت سلطنتی را تقویت کند. عموی دانجونگ؛ شاهزاده‌ اعظم‌ سویانگ، کنترل دولت را به دست گرفت و در نهایت برادرزاده خود را خلع کرد تا در سال ۱۴۵۵ هفتمین پادشاه چوسان شود و نام سجو را به خود اختصاص داد. پس از اینکه شش‌ وزیر‌ وفادار‌ به‌ دانجونگ تلاش کردند سجو را ترور کنند تا دانجونگ را به تاج و تخت بازگردانند، سجو شش وزیر را اعدام کرد و همچنین دانجونگ را در محل تبعیدش کشت.
پادشاه سجو دولت را قادر ساخت تا تعداد دقیق جمعیت را تعیین کند و نیروها را به طور مؤثر تجهیز کند. او همچنین قوانین زمین را برای بهبود اقتصاد ملی اصلاح کرد و انتشار کتاب را تشویق کرد. مهمتر از همه، او نظام نامه اداره دولتی را گردآوری کرد (گیونگ‌گوک‌ دایجون)، که سنگ بنای اداره سلسله شد و اولین شکل قانون اساسی را به صورت مکتوب در کره ارائه کرد.
سجو بخش‌های اعظمی از از پایه‌های بسیاری از سیستم‌های موجود را تضعیف کرد، از جمله جیفیونجون (تالار شایستگی‌ها) که پیشینیان او، سجونگ و موجونگ با دقت آن را پایه‌گذاری کرده بودند. او هر چیزی را که نالایق می‌دانست ضعیف و کاهش داد و در دراز مدت عوارض بی‌شماری ایجاد کرد. بسیاری از این تنظیمات برای قدرت خود او انجام شد، بدون توجه به عواقب و مشکلاتی که پیش خواهد آمد‌‌. طرفداری او نسبت به وزرایی که او را در تصاحب تاج و تخت یاری کردند به افزایش فساد در رده‌های بالای عرصه سیاسی انجامید.

#### ترتیبات نهادی و رونق فرهنگ
پسر ضعیف سجو، یجونگ، جانشین او به عنوان هشتمین پادشاه شد اما دو سال بعد در سال ۱۴۶۹ درگذشت و برادرزاده یجونگ، سئونگ‌جونگ، بر تخت سلطنت نشست. دوران سلطنت او چوسان شاهد شکوفایی و رشد اقتصاد ملی و ظهور دانشمندان نئوکنفوسیوس به نام ساریم بود که توسط سئونگ‌جونگ برای ورود به سیاست دربار تشویق شدند. او هونگ‌مون‌گوان را تأسیس کرد (هانجا: 弘文館)، کتابخانه سلطنتی و شورای مشورتی متشکل از دانشمندان کنفوسیوس، او با آنها در مورد فلسفه و سیاست‌های دولت بحث می‌کرد. او با انتشار کتاب‌های متعدد در زمینه‌های: جغرافیا، اخلاق و زمینه‌های مختلف دیگر، عصر طلایی فرهنگی را آغاز کرد که با سلطنت سجونگ رقابت می‌کرد.
او همچنین در سال ۱۴۹۱، مانند بسیاری از پیشینیان خود، چندین لشکرکشی علیه جورچن‌ها در مرز شمالی برپا کرد. لشکر‌کشی به رهبری ژنرال هیو‌ جونگ موفقیت آمیز بود و جورچن‌های شکست خورده به رهبری قبیله اودیگه (هانجا: 兀狄哈) به شمال رودخانه‌ یالو عقب نشینی کردند. یئونسانگون پسر پادشاه سئونگ‌جونگ در سال ۱۴۹۴ جانشین او شد.

#### پاکسازی‌های ادبا

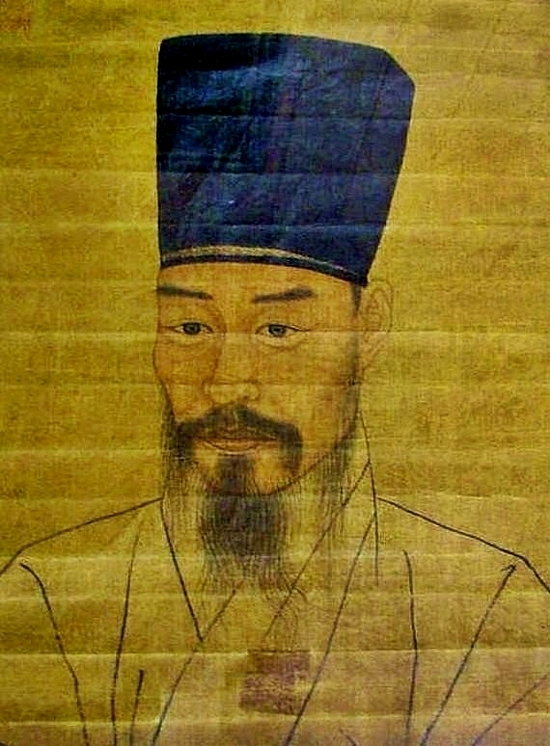
پرتره محقق نئوکنفوسیوس، جو گوانگ-جو (۱۵۱۹–۱۴۸۲)

یئونسانگون اغلب به عنوان بدترین ستمگر در تاریخ چوسان در نظر گرفته می‌شود که دوران حکومتش با پاکسازی‌های‌ ادبای‌ کره‌ای بین سال‌های ۱۴۹۸ و ۱۵۰۶ مشخص می‌شود. رفتار او بعد از اینکه فهمید مادر بیولوژیکی او ملکه جونگهیون نیست بلکه ملکه‌ یون‌ خلع‌ شده است، که پس از مسموم کردن یکی از صیغه‌های سئونگ‌جونگ از روی حسادت و گذاشتن رد خراش روی صورت سئونگ‌جونگ مجبور به نوشیدن سم شد، نامنظم شد‌‌. هنگامی که به او تکه‌ای از لباسی را نشان دادند که ظاهراً به خون مادرش آغشته شده بود که پس از نوشیدن سم استفراغ کرده بود، او دو تن از صیغه‌های سئونگ‌جونگ را که ملکه یون را متهم کرده بودند تا حد مرگ کتک زد و مادربزرگش، ملکه‌ بزرگ‌ مادر‌ اینسو را هل داد که پس از آن مرد. او همچنین دانشمندان ساریم را به دلیل نوشتن عباراتی در انتقاد از غصب تاج و تخت توسط سجو اعدام کرد.
یئونسانگون همچنین هزار زن را از ولایات مختلف چوسان گرفت تا به‌عنوان سرگرمی‌‌های او در قصر خدمت کنند و سونگ‌ کیونک‌ وان را به عنوان یک مکان شخصی برای شهوت‌رانی و عیش و تفریح خود اختصاص داد. او دفتر بازرسی مطبوعات را که وظیفه آن انتقاد از اقدامات و سیاست‌های نامناسب پادشاه بود و هونگ‌مون‌گوان (دفتر مشاوران ویژه) را لغو کرد. او استفاده از هانگول را در زمانی که مردم عادی از آن بر روی پوسترها برای انتقاد از پادشاه استفاده می‌کردند، ممنوع کرد. پس از دوازده سال حکومت نادرست، سرانجام در یک کودتا از قدرت خلع شد و برادر ناتنی‌اش چونگ‌جونگ در سال ۱۵۰۶ بر تخت سلطنت نشست.
چونگ‌جونگ به دلیل شرایطی که او را بر تاج و تخت نشاند، یک پادشاه اساسا ضعیف بود. اما دوران سلطنت او همچنین شاهد دوره‌ای از اصلاحات قابل توجه بود که توسط وزیرش جو‌ گوانگ-جو، رهبر کاریزماتیک ساریم رهبری می‌شد. او برای تقویت خودمختاری محلی و روحیه جمعی در میان مردم یک سیستم خودگردانی محلی به نام هیانگیاک ایجاد کرد. او به دنبال کاهش شکاف بین فقیر و غنی با اصلاحات ارضی بود و زمین‌ها را به طور مساوی بین کشاورزان تقسیم کرد تا مقدار زمینها و تعداد بردگانی را که می توانست داشت محدود کند. نوشته‌های کنفوسیوس با ترجمه‌های بومی به طور گسترده در میان مردم منتشر شد و با کاهش تعداد بوروکرات‌ها به دنبال کاهش اندازه دولت بود. با توجه به وقایع‌نامه سالیانه سلسله چوسان، گفته می‌شد در این مدت هیچ مقامی جرئت دریافت رشوه یا سوء استفاده از مردم را نداشت زیرا به عنوان بازرس کل قانون را به شدت اجرا می‌کرد. این اصلاحات رادیکال در میان مردم بسیار محبوب بود، اما با مخالفت شدید مقامات محافظه کار که به نشاندن چونگ‌جونگ بر تاج و تخت کمک کرده بودند مواجه شد. آنها نقشه کشیدند تا چونگ‌جونگ به وفاداری جو شک کند. جو گوانگ-جو اعدام شد و اکثر اقدامات اصلاحی او در سومین پاکسازی ادبا با او از بین رفت. برای نزدیک به ۵۰ سال پس از آن، سیاست دربار با مبارزات خونین و هرج و مرج بین جناح‌های حامی همسران رقیب و شاهزادگان خدشه دار شد. همسران خانواده سلطنتی از قدرت زیادی برخوردار بودند و در آن دوران به فساد‌های زیادی کمک کردند.

### دوره میانی (اواسط قرن شانزدهم تا اواسط قرن هفدهم)

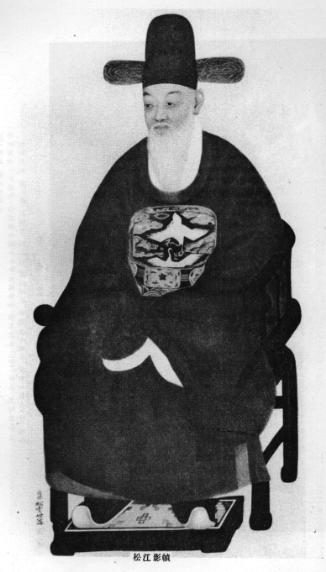
جئونگ چول (۱۵۹۶–۱۵۹۳)، رئیس جناح غربی

دوره میانی چوسان، با مبارزات شدید و خونین قدرت بین جناح‌های سیاسی مشخص شد که کشور را تضعیف و با تهاجمات گسترده ژاپن و منچوها تقریباً پادشاهی را سرنگون کرد.

#### کشمکش جناحی
جناح ساریم در طول سلطنت یئونسانگون، چونگ‌جونگ و میونگ‌جونگ متحمل یک سری شکست‌های سیاسی شده بود، اما در زمان پادشاه‌ سئونجو، کنترل دولت را به دست آورد. جناج ساریم به زودی به گروه‌های مخالفی تقسیم شد که استادان سیاسی یا فلسفی‌شان آن‌ها را شرقی‌ها و غربی‌ها می‌نامند. شرقی‌ها عمدتاً از آموزه‌ها و فلسفه یی هوانگ و جو سیک پیروی می‌کردند در حالی که غربی‌ها از فلسفه یی آی و سونگ هون پیروی می‌کردند. در طی چند دهه، خود شرقی‌ها به جنوبی‌ها و شمالی‌ها تقسیم شدند. در قرن هفدهم غربی‌ها نیز برای همیشه به نورون و سورون تقسیم شدند. جناح‌ها در سلسله چوسان بر اساس تفاسیر متفاوت آنها از فلسفه کنفوسیوس شکل گرفتند که عمدتاً بر اساس اینکه استادشان چه کسی بود و به چه چیزی اعتقاد داشتند متفاوت بود. تناوب در قدرت در میان این جناح‌ها اغلب با اتهامات خیانت و پاکسازی‌های خونین همراه بود که با هر تغییر رژیم، چرخه‌ای از انتقام را آغاز می‌کرد.
یکی از نمونه‌ها، شورش جئونگ یئو-ریپ در سال ۱۵۸۹ است، یکی از خونین‌ترین پاکسازی‌های سیاسی چوسان. جئونگ یئو-ریپ، یکی از اعضای جناح شرقی، جامعه‌ای با گروهی از حامیانش تشکیل داده بود که برای مبارزه با واکو نیز آموزش نظامی دیده بودند. هنوز در مورد ماهیت و هدف گروه او اختلاف نظر وجود دارد، که منعکس کننده میل به یک جامعه بی‌طبقه بود و در سراسر هونام گسترش یافت. او متعاقباً به توطئه برای شروع یک شورش متهم شد. جئونگ‌ چول، رئیس جناح غربی، مسئول بررسی این پرونده بود و از این رویداد برای تأثیرگذاری بر پاکسازی گسترده شرقی‌هایی که کوچک‌ترین ارتباطی با جئونگ یئو-ریپ داشتند، استفاده کرد که در نهایت ۱۰۰۰ تن از جناح شرقی در پی آن کشته یا تبعید شدند.

#### تهاجمات ژاپنی‌ها

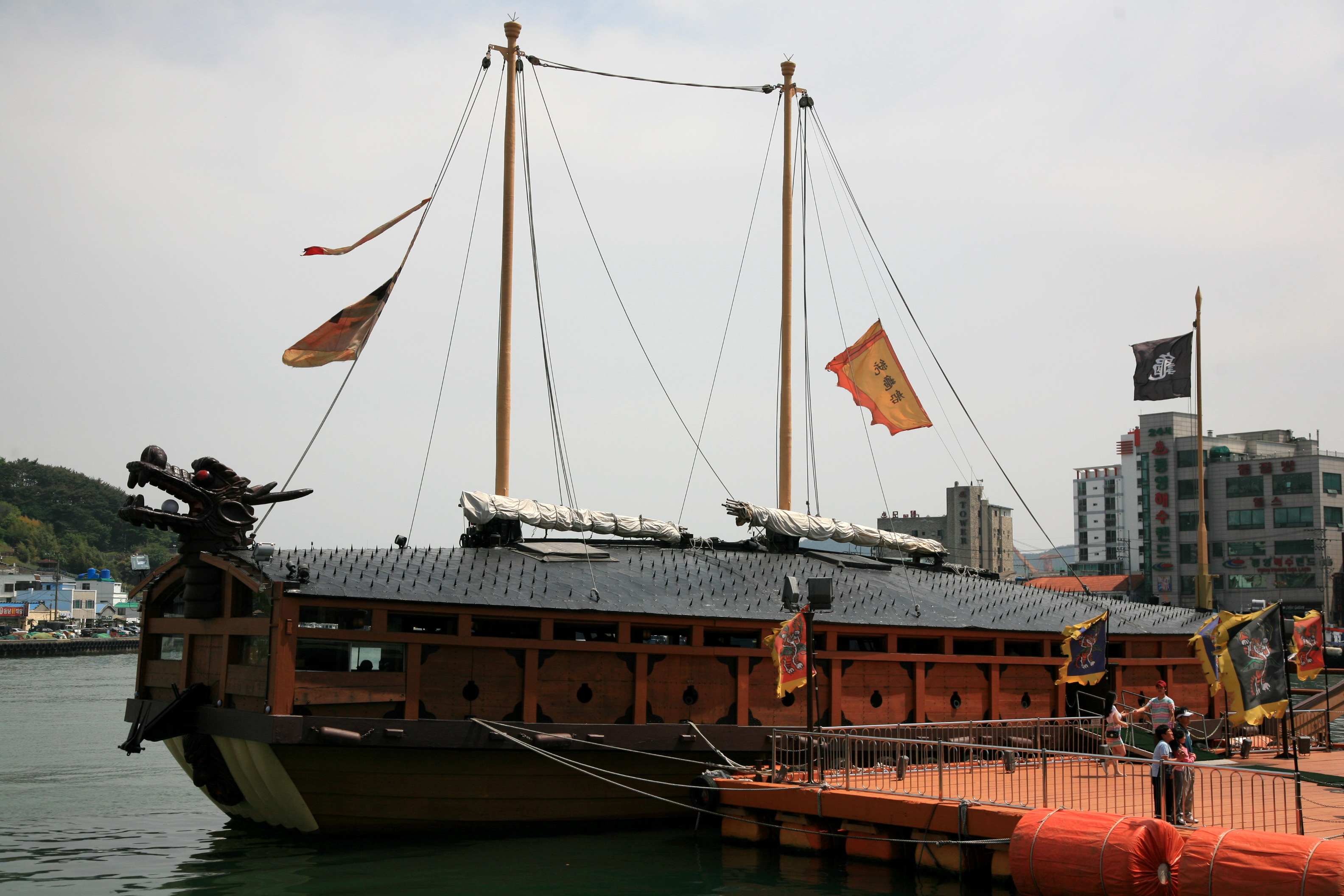
یک کپی دقیق از کشتی لاک‌پشتی

در طول تاریخ کره، دزدی‌های‌ دریایی به طور مکرر در دریا و در خشکی وجود داشت. تنها هدف نیروی دریایی چوسان تامین امنیت تجارت دریایی در برابر دزدان دریایی واکو بود. نیروی دریایی با استفاده از شکل پیشرفته‌ای از فناوری‌های باروت از جمله توپ و تیرهای آتش به شکل سینگجیون که توسط هواچا (هواچا شامل یک ارابه دو چرخی می‌شد که صفحه‌ای پر از سوراخ‌ها که سینگیجون در آنها وارد می‌شد را حمل می‌نمود).‌ توانست حملات دزدان دریایی را دفع کند.
در طول تهاجمات‌ ژاپنی‌ها‌ در‌ دهه ۱۵۹۰، تویوتومی هیده‌یوشی، با نقشه فتح سلسله مینگ با اسلحه‌های امپراتوری پرتغال، به همراه دایمیوها و سربازانش به کره حمله کرد و قصد داشت از کره به عنوان یک پله برای تصرف چین استفاده کند. اختلافات جناحی در دربار چوسان، ناتوانی در ارزیابی توانایی نظامی ژاپن و تلاش‌های ناموفق در دیپلماسی منجر به آمادگی ضعیف چوسان شد. استفاده ژاپنی‌ها از سلاح‌های گرم برتر، بخش‌های جنوبی شبه‌جزیره‌ کره را ظرف چند ماه اشغال کرد، و هم هانسئونگ (سئول کنونی) و هم پیونگ‌یانگ تصرف شدند.

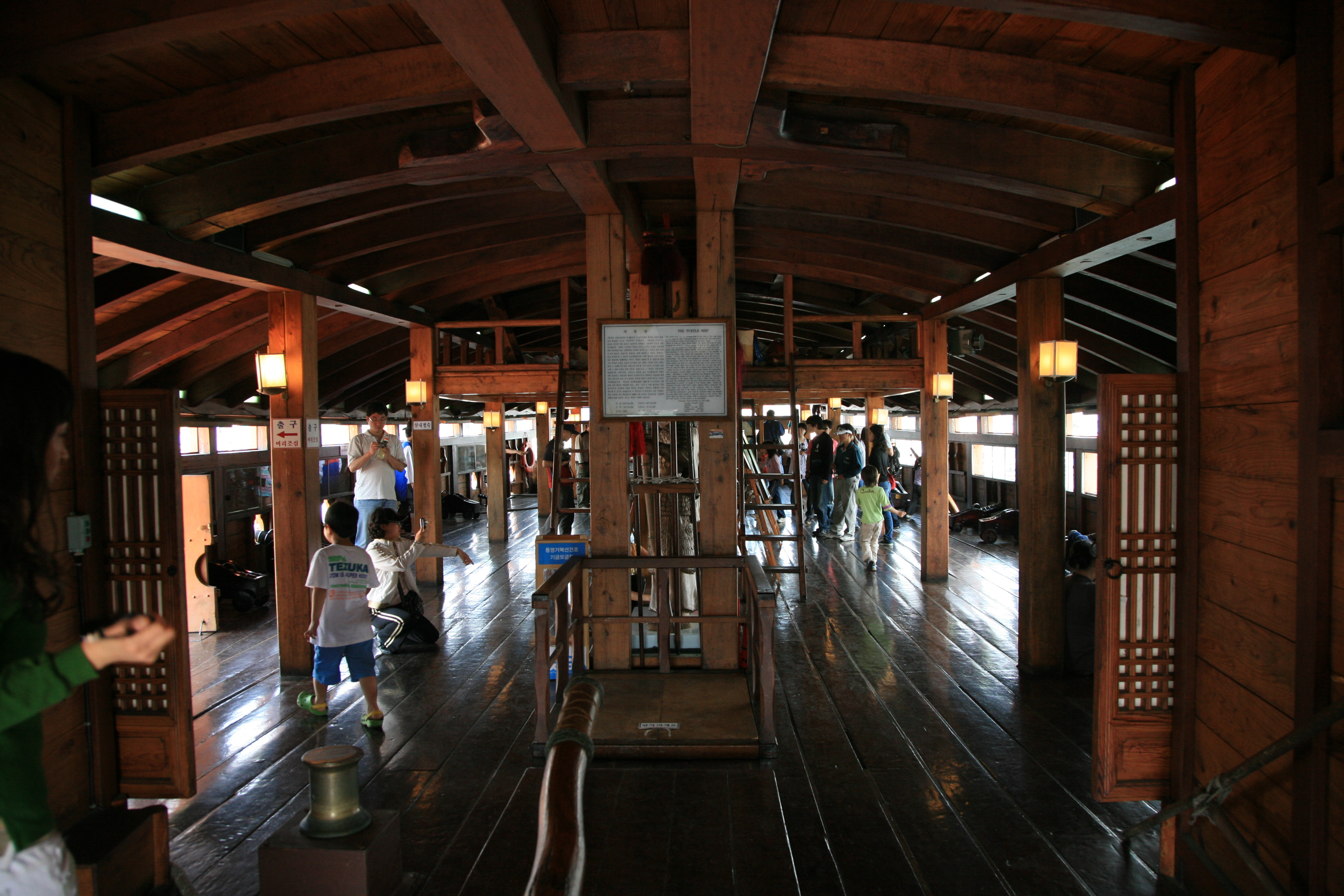
فضای داخلی کشتی‌ لاک‌پشتی

زمانی که دریاسالار یی‌ سون‌ شین ناوگان‌ تهاجمی ژاپنی را نابود کرد، تهاجم کند شد. مقاومت‌های محلی و چریکی که در نهایت شکل گرفت نیز کمک کرد تا پیشروی ژاپن کند شود و پیروزی‌های قاطع دریایی توسط دریاسالار یی کنترل مسیرهای دریایی را در دست کره‌‌ای‌ها قرار داد و خطوط تدارکات ژاپن را به شدت مختل کرد. علاوه بر این، سلسله مینگ در طرف کره‌ای‌ها مداخله کرد و در سال ۱۵۹۳ نیروی بزرگی را فرستاد که ژاپنی‌ها را همراه با کره‌ای ها عقب راند. در طول جنگ، کره‌ای‌ها سلاح‌های گرم قدرتمند و کشتی‌های‌ لاک‌پشتی تولید کردند. نیروهای چوسان و مینگ، ژاپنی‌ها را به طور ارزشمندی شکست دادند. پس از جنگ روابط بین کره و ژاپن تا سال ۱۶۰۹ به طور کامل به حالت تعلیق درآمد.

#### تهاجمات چینگ (منچوها)

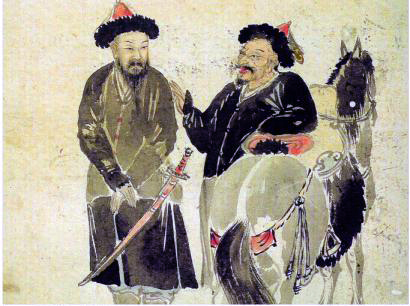
یک نقاشی کره‌ای که دو جنگجو جورچن و اسب‌هایشان را به تصویر می‌کشد.

پس از تهاجم ژاپن شبه‌جزیره کره ویران شد. در همین حال نورهاچی (سلطنت: ۱۶۲۶–۱۵۸۳) رئیس جورچن‌های‌ ژیانژو، در حال متحد کردن قبایل جورچن در منچوری بود و به یک ائتلاف قوی تبدیل شده بود. دلیل این که مردم جورچی بعد‌ها منچو نامیده شدند این بود که پسر نورهاچی؛ هونگ تایجی (متولد: ۱۶۴۳–۱۶۲۶) نام این قوم را به منچو تغییر داد. نورهاچی و سلسله مینگ پس از اعلام هفت‌‌ شکایات علیه مینگ در سال ۱۶۱۸، درگیر چندین کشمکش و نبرد نظامی شدند. در چنین مواقعی نورهاچی به کمک گوانگ‌هیگون از چوسون (سلطنت: ۱۶۲۳–۱۶۰۸) نیاز داشت و این درخواست دولت کره را در موقعیت دشواری قرار می‌داد زیرا دربار مینگ نیز درخواست کمک از چوسان را کرده بود. گوانگ‌هیگون سعی کرد بی‌طرفی خود را حفظ کند، اما اکثر مقامات به دلیل حمایت نکردن از مینگ که چوسون را در طول تهاجمات هیده‌یوشی نجات داده بود، با او مخالفت کردند.
در سال ۱۶۲۳، گوانگ‌هیگون از قدرت خلع شد و اینجو از چوسان (سلطنت: ۱۶۴۹–۱۶۲۳)، جانشین آن شد، اینجو حامیان گوانگ‌هیگون را تبعید کرد و سیاستی برعکس را نسبت به پادشاه پیشین در پیش گرفت. پادشاه جدید تصمیم گرفت آشکارا از مینگ حمایت کند، اما شورشی به رهبری فرمانده نظامی یی‌ گوال در سال ۱۶۲۴ شروع شد و دفاع نظامی چوسون در شمال را از بین برد. حتی پس از سرکوب شورش، پادشاه اینجو مجبور شد نیروهای نظامی خود را برای تضمین ثبات پایتخت اختصاص دهد و سربازان کمتری را برای دفاع از مرزهای شمالی باقی بگذارد.
در سال ۱۶۲۷، یک ارتش ۳۰,۰۰۰ نفری جورچن به رهبری برادرزاده نورهاچی، آمین، بر نیروهای دفاعی چوسان غلبه کرد. پس از یک لشکرکشی سریع با کمک یانگبان شمالی که از گوانگ‌هیگون حمایت کرده بودند، جورچن‌ها معاهده‌ای را تحمیل کردند که چوسان را مجبور به پذیرش «روابط برادرانه» با پادشاهی جورچن کرد. از آنجایی که اینجو بر سیاست‌های ضد منچویی خود پافشاری کرد، امپراتور چینگ، هونگ تایجی، یک ارتش اعزامی تنبیهی متشکل از ۱۲۰,۰۰۰ نفر را در سال ۱۶۳۶ به چوسون فرستاد. پادشاه اینجو که شکست خورده بود مجبور شد به روابط خود با مینگ پایان دهد و به جای آن، چینگ را به عنوان اختیار دار و حکومت مطلق چین بشناسد. جانشین اینجو هیوجونگ از چوسان (سلطنت:۱۶۵۹–۱۶۴۹) سعی کرد ارتشی تشکیل دهد تا دشمنانش را دور نگه دارد و برای انتقام چینگ را فتح کند، اما هرگز نتوانست طبق نقشه‌هایش عمل کند.
علیرغم برقراری مجدد روابط اقتصادی با ورود رسمی به سیستم باج‌گذاری امپراتوری چین، رهبران و روشنفکران چوسان همچنان از منچوها خشمگین بودند و آنها را بربر می‌دانستند و سلسله مینگ را مرکز جهان متمدن می‌دانستند. روشنفکران چوسان که وابستگی سیاسی و فرهنگی به سلسله مینگ داشتند هنگامی که چینگ مینگ را سرنگون کرد، مجبور شدند هویت دولتی خود را دوباره بررسی کنند و منجر به هجوم پناهندگان مینگ به چوسون شد. در نتیجه چوسان ایدئولوژی‌ چین‌ کوچک معروف به سوجونگهوا را ایجاد کرد. یانگمین کیم مطابق گفته‌اش «بر این باور بود که چوسان چینی بودن را به طور واقعی تجسم می‌داد، در حالی که سایر کشورهای همسایه در مواجهه با سلطه بربرها بر مرکز جهان متمدن نتوانستند این کار را انجام دهند». مجموعه‌ای از آیین‌های استاندارد شده و نمادهای متحد کننده در اواخر چوسان کره به منظور حفظ حس هویت فرهنگی ایجاد شده بود. مدت‌ها پس از تسلیم شدن به چینگ، دربار چوسان و بسیاری از روشنفکران کره‌ای همچنان از دوره‌های سلطنت مینگ استفاده می‌کردند، مانند زمانی که محققی سال ۱۸۶۱ را به‌عنوان «دویست و سی و چهارمین سال چونگ‌جن» نام‌گذاری کرد.

### دوره متأخر (اواسط قرن هفدهم تا اواخر قرن نوزدهم)

#### ظهور سیلهاک و رنسانس چوسان

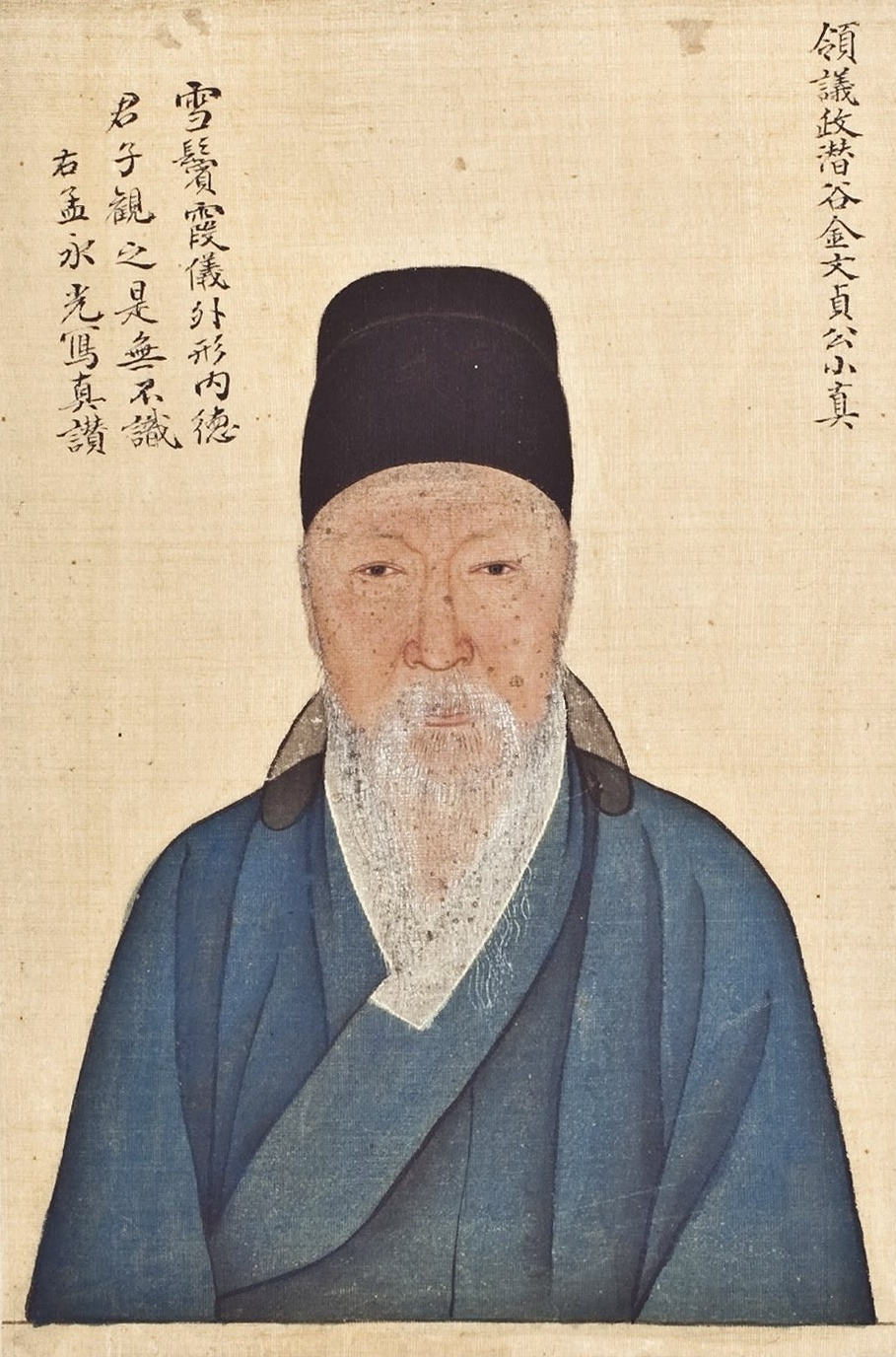
پرتره کیم‌ یوک (هانگول: 김육) (۱۵۸۰–۱۶۵۸) یک فیلسوف اولیه سیلهاک در دوره چوسان.

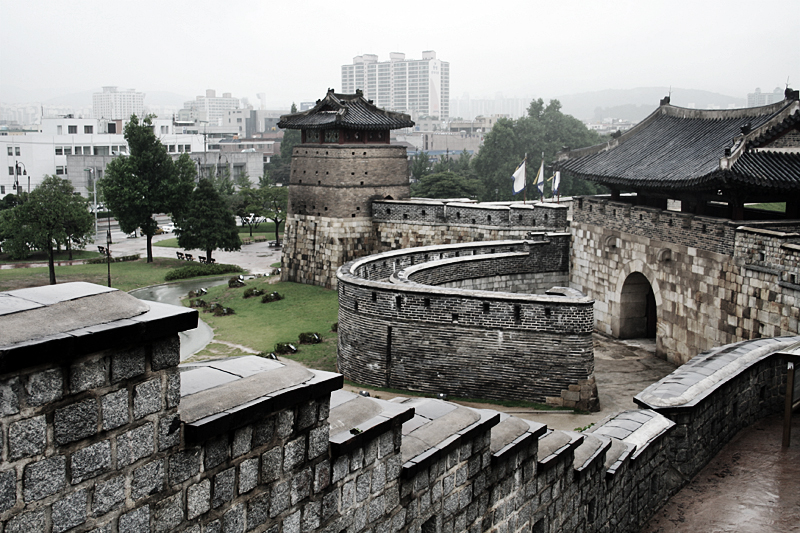
دژ هوآسیونگ در سوون

پس از تهاجمات از سوی ژاپن و منچوری، چوسان یک دوره صلح نزدیک به ۲۰۰ ساله را تجربه کرد. در این دوره چوسان شاهد ظهور سیلهاک (فراگیری عملی) بود. گروه اولیه علمای سیلهاک از اصلاحات همه جانبه در معاینه خدمات ملکی، مالیات، علوم طبیعی و بهبود فنون کشاورزی و مدیریت کشاورزی حمایت کردند و هدف آنها بازسازی جامعه چوسون پس از ویران شدن آن توسط دو تهاجم بود. تحت رهبری کیم‌ یوک، وزیر ارشد پادشاه هیونجونگ، اجرای اصلاحات هم برای درآمدهای دولت و هم برای دهقانان بسیار سودمند بود.
در سال ۱۶۶۶، در دوران سلطنت هیونجونگ، هندریک‌ هامل هلندی پس از بیش از سیزده سال اسارت، کره را ترک کرد. از سال ۱۶۷۰ تا ۱۶۷۱، کره قحطی ویرانگری را که ناشی از هوای سرد و برداشت کم محصولات کشاورزی بود، تحمل کرد. اگرچه اندازه‌گیری تعداد کشته‌شدگان همچنان دشوار است، اما ممکن است صدها هزار کره‌ای جان خود را از دست داده باشند. در مجموع، محققان تخمین می‌زنند که قحطی‌ کیونگسین و قحطی اولبیونگ در سال‌های ۱۶۹۵-۱۶۹۶ ممکن است ۲۳ تا ۳۳ درصد از جمعیت کره را کشته باشند. حومه شهرها از این فجایع آسیب دیدند و رشد جمعیت در بیشتر قرن هجدهم همچنان پایین ماند.
سیستم همزیستی بین جنوبی‌ها و غربی‌ها که پس از کودتای اینجو ایجاد شد شروع به سقوط کرد. پس از مناظره یسونگ، درگیری‌های جناحی به ویژه در دوران سلطنت پادشاهان سوکجونگ و گیئونگ‌جونگ شدت گرفت. با واژگونی‌های سریع جناح حاکم، معروف به هوانگوک (هانجا: 換局؛ به معنای واقعی کلمه تغییر در وضعیت امور)، که امری عادی بود در اوایل سلطنت سوکجونگ، جنوبی‌ها توانستند به یک جناح حاکم تبدیل شوند که این باعث از دست رفتن قدرت غربی‌ها شد‌‌. اما به قدرت رسیدن جنوبی‌ها موقتی بود زیرا سوکجونگ معتقد بود جناح سیاسی قدرت پادشاه را تضعیف می‌کند و شروع به واژگونی‌های سریع جناح حاکم کرد که منجر به کشتار خونین بین جناح‌ها شد. پس از سه پا‌کسازی خونین از جناح هوانگوک، جنوبی‌ها نفوذ خود را در دولت مرکزی از دست دادند و غربی‌های حاکم به دو دسته نورون تندرو که جنوبی‌ها را رد کردند و سورون میانه رو که با جنوبی‌ها دوست بودند تقسیم شدند. این تغییر منجر به رادیکالیسم‌ سیاسی شد که سایر جناح‌ها را آنهایی می‌دانست که باید حذف شوند. در پاسخ به این عمل پادشاهان بعدی: یئونگجو (سلطنت: ۱۷۷۶–۱۷۲۴) و جئونگجو (سلطنت: ۱۸۰۰–۱۷۷۶)، عموماً «تانگ پیونگ چاک» را دنبال می‌کردند که به معنی سیاست حفظ تعادل و برابری بین جناح‌ها بود.
این دو پادشاه رنسانس دوم پادشاهی چوسان را رهبری کردند. نوه یئونگجو، پادشاه روشنفکر جئونگجو اصلاحات مختلفی را در طول سلطنت خود به اجرا گذاشت، به ویژه کیوجانگ‌گاک، که یک کتابخانه سلطنتی بود را به منظور بهبود موقعیت فرهنگی و سیاسی چوسان تأسیس و افسرانی با استعداد را برای اداره کشور استخدام کرد. پادشاه جئونگجو همچنین ابتکارات اجتماعی جسورانه‌ای را رهبری کرد و موقعیت‌های دولتی را به روی کسانی باز کرد که قبلاً به دلیل موقعیت اجتماعی‌شان ممنوع شده بودند. پادشاه جئونگجو از حمایت بسیاری از علمای سیلهاک برخوردار بود و همچنین دور دوران سلطنتش فرهنگ عامه چوسان شاهد رشد و توسعه بیشتر بود. در آن زمان گروهی از علمای سیلهاک، افراد را تشویق می‌کردند تا در سنت‌های دولتی و سبک زندگی تأمل کنند و مطالعاتی را درباره کره آغاز کردند که به تاریخ، جغرافیا، سنگ‌نوشته و زبان آن می‌پرداخت.

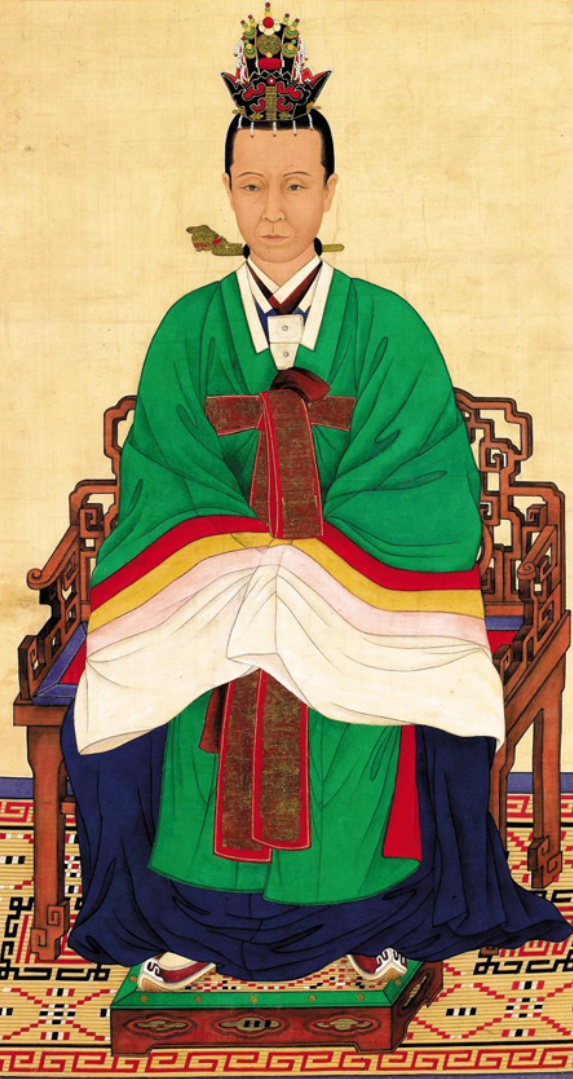
سینجیونگ، ملکه نایب‌السلطنه چوسان. او به عنوان نایب السلطنه اسمی چوسان خدمت کرد و گوجونگ را برای جانشینی بر تاج و تخت انتخاب کرد.

#### دولت در دستان خویشاوندان سببی
پس از مرگ پادشاه جئونگجو، چوسان با مشکلات بیرونی و داخلی سختی مواجه شد. در داخل، بنیان قانون و نظم ملی در نتیجه سیاست سِدو (حکومت خویشاوندان سببی) که در دست خویشاوندان سببی سلطنتی بود سست شد.
سانجو جوان در سال ۱۸۰۰ جانشین پدرش پادشاه جئونگجو شد. با مرگ جئونگجو، جناح نورون با نایب‌ السلطنگی ملکه‌ دواگر‌‌ جئونگ‌سون که خانواده وی پیوندهای محکمی با جناح داشت، قدرت را به دست گرفت و آزار و اذیت کاتولیک‌ها را آغاز کرد. با این حال پس از بازنشستگی و مرگ ملکه دواگر، نورون‌ها به تدریج برکنار شدند، در حالی که از طایفه آندونگ کیم، کیم‌ جو‌سون، پدر ملکه‌ سان‌ون، قدرت یافتند و به تدریج آندونگ کیم‌ها بر دربار مسلط شدند.
با تسلط آندونگ کیم‌ها، دوران سیاست سِدو آغاز شد. خویشاوندان سببی با قدرت مهیب خود موقعیت‌های حیاتی در دولت را در انحصار خود درآوردند و بر صحنه سیاسی تسلط داشتند آنها در جانشینی تاج و تخت نیز مداخله کردند‌. پادشاهان این دوره اقتدار سلطنتی نداشتند و نمی‌توانستند بر دولت حکومت کنند. سایر خانواده‌های اشرافی که تحت تأثیر قدرت اعمال شده توسط خویشاوندان سببی سلطنتی قرار گرفته بودند و نمی‌توانستند صحبت کنند. از آنجایی که قدرت در دستان خویشاوندان سببی سلطنتی متمرکز شده بود، در روند حکومتی بی‌نظمی به وجود آمد و فساد بیداد کرد.  از سمت اشخاص خواهان قدرت و منصب مبالغ هنگفتی به عنوان رشوه به دودمان خویشاوندان سببی که قدرتمند بودند ارائه می‌شد تا به مناصب‌‌هایی با رتبه‌های اسمی بالا دست یابند. حتی پست‌های رده پایین هم خرید و فروش می شد. این دوره که ۶۰ سال به طول انجامید، شاهد تجلی فقر شدید در میان مردم کره و شورش‌های بی‌وقفه در مناطق مختلف این کشور بود.
در روابط خارج نیز چوسان به طور فزاینده‌ای انزواطلب شد و حاکمان آن به دنبال محدود کردن تماس با کشورهای خارجی بودند.

#### پایان سلسله

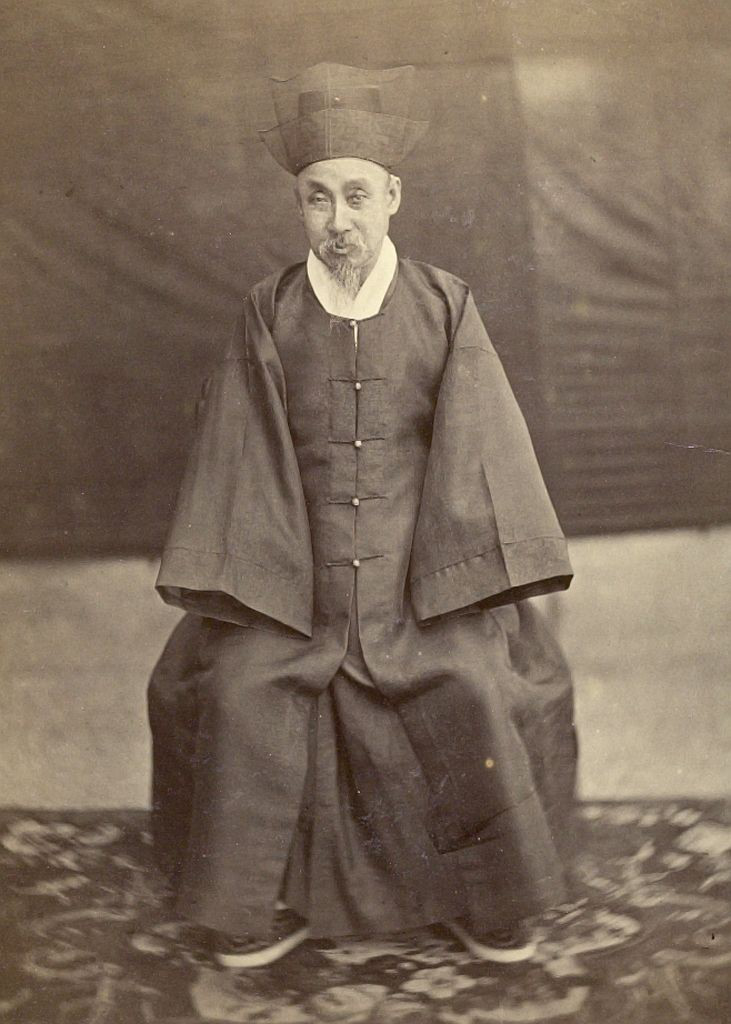
هیونگسان دائه‌وُنگون پدر گوجونگ آخرین پادشاه چوسان و اولین امپراتور کره بود. او در طی امپراتوری پسرش نایب‌السلطنه و همچنین نویسنده‌ای اهل پادشاهی چوسان بود.

در سال ۱۸۶۳، پادشاه‌ گوجونگ تاج و تخت را به دست گرفت.  اما پدرش، هیونگسان تا زمانی که گوجونگ به بزرگسالی رسید به جای او حکومت کرد. در اواسط دهه ۱۸۶۰، نایب‌السلطنه هیونگسان طرفدار اصلی انزواطلبی و ابزار آزار و اذیت کاتولیک‌های بومی و خارجی بود. سیاستی که مستقیماً به لشکرکشی‌ فرانسوی‌ها علیه‌ کره در سال ۱۸۶۶ منجر شد. سال‌های اولیه حکومت او چوسان شاهد تلاش زیادی برای بازسازی کاخ ویران شده گیونگ‌بوک‌گونگ مقر قدرت سلطنتی بود. از سال ۱۸۶۲ تا ۱۸۶۴، جنبش شورشی که توسط پیروان دونهاک و رهبر مذهبی چوئه‌‌ جه-او هدایت می‌شد، ارتشی دهقانی را برای تصرف بخش‌های جنوبی کره جمع کرد تا اینکه چوئه در سال ۱۸۶۴ اعدام شد.
در طول سلطنت نایب‌السلطنه، قدرت و اقتدار خانواده‌های خویشاوندان سببی مانند آندونگ کیم‌ها به شدت کاهش یافت. او برای خلاص شدن از شر طایفه آندونگ کیم و طایفه پونگیانگ جو، افراد را بدون اشاره به وابستگی‌های حزبی یا خانوادگی ارتقا می‌داد و برای کاهش بار مردم و استحکام پایه اقتصاد ملت، نظام مالیاتی را اصلاح کرد. در سال ۱۸۷۱، نیروهای ایالات متحده و کره درگیر شدند‌‌ که تلاشی برای «دیپلماسی قایق‌های توپ‌دار» پس از حادثه‌ ژنرال‌ شرمن در سال ۱۸۶۶ بود‌.

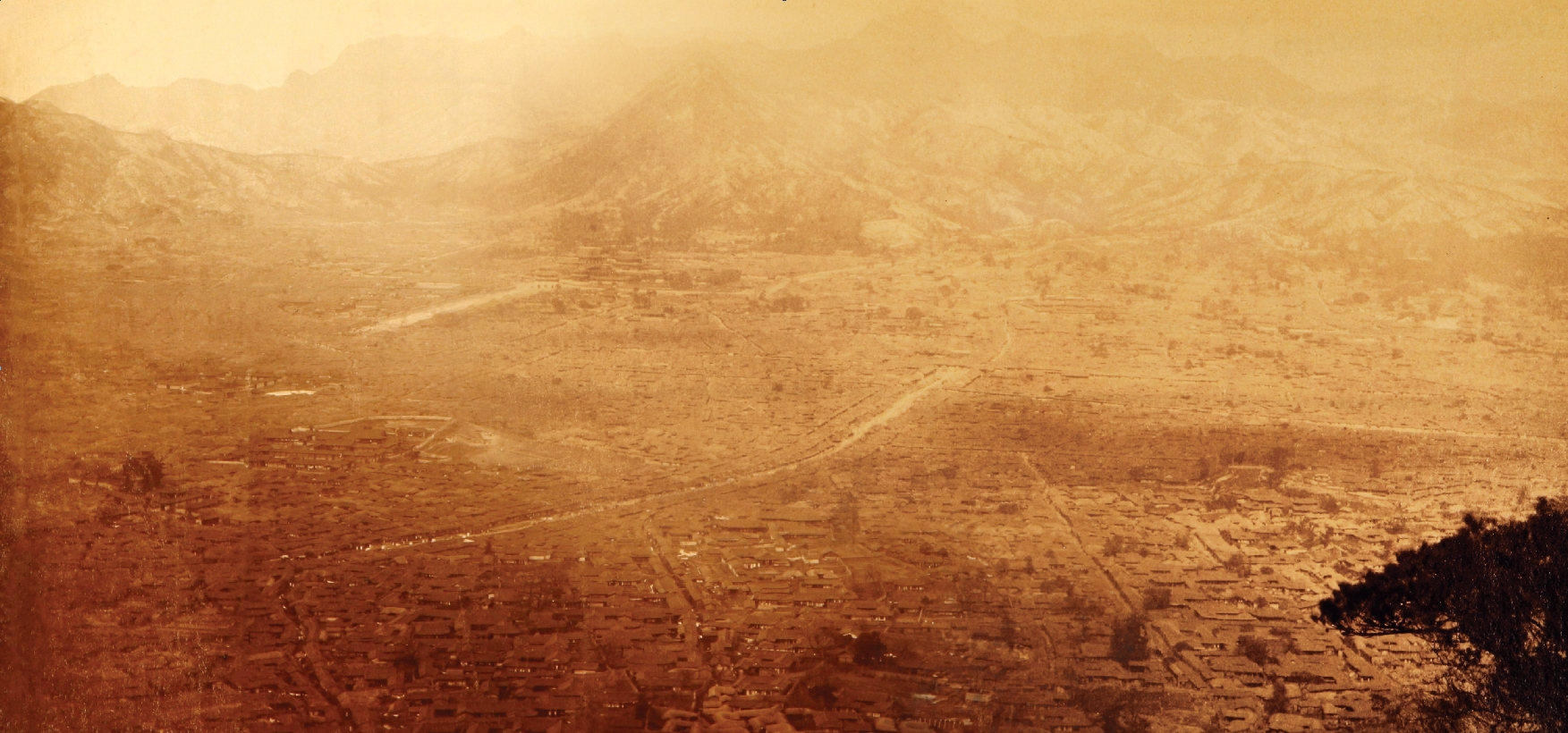
سئول (۱۸۸۴) اثر جورج کلیتون فولک

در سال ۱۸۷۳، پادشاه گوجونگ فرمانروایی سلطنتی خود را اعلام کرد. پس از بازنشستگی هیونگسان، ملکه مین (که بعدها امپراتریس میئونگ سئونگ نامیده شد) قدرتی در دربار شد و افراد خانواده‌اش که از طایفه یئوهیونگ مین بودند را در مناصب عالی دربار قرار داد.
ژاپن‌ پس از اصلاحات میجی، فناوری نظامی غربی را به دست آورد و در سال ۱۸۷۶ چوسان را مجبور به امضای پیمان‌ گانگوا کرد. این قانون به شهروندان ژاپنی که در کره زندگی می‌کرند حقوق فراسرزمینی اعطا کرد و دولت کره را مجبور کرد به‌طور مشخص سه بندر: بوسان، اینچئون و ونسان را به روی ژاپن باز کند. با امضای اولین معاهده نابرابر، کره در برابر نفوذ قدرت‌های امپریالیستی آسیب پذیر شد و بعدها این معاهده باعث ضمیمه‌ شدن‌ کره‌ به‌ ژاپن شد. همچنین در سال ۱۸۸۵ نیروی دریایی پادشاهی بریتانیا، بندر‌ همیلتون را برای مدت کوتاهی اشغال کرد.

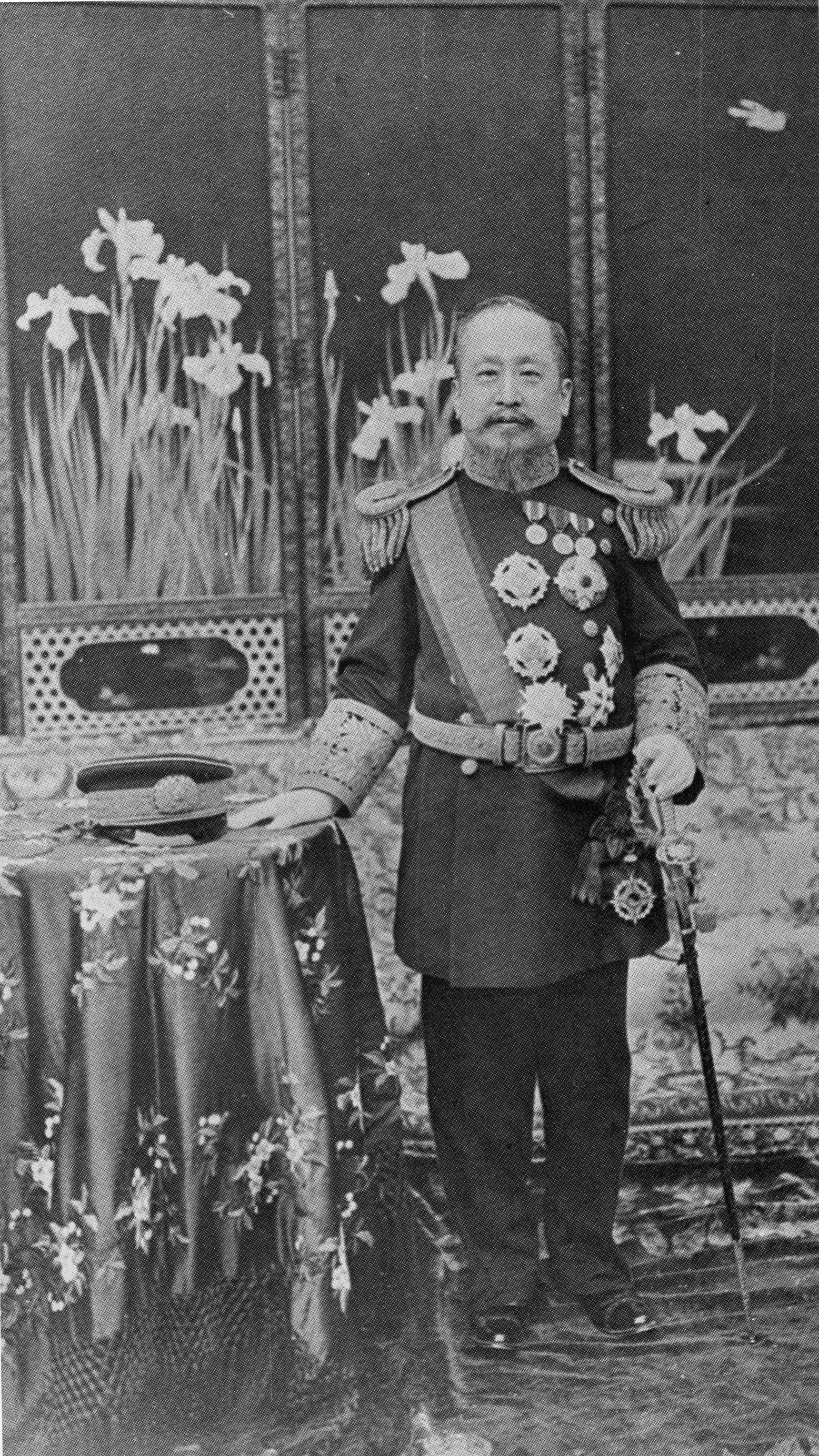
امپراتور گوجونگ به مدت ۴۳ سال، از ۱۸۶۴ تا ۱۹۰۷، ابتدا به عنوان آخرین پادشاه چوسان و سپس به عنوان اولین امپراتور امپراتوری‌ کره از سال ۱۸۹۷ تا کناره گیری اجباری او در سال ۱۹۰۷ بر کره حکومت کرد.

بسیاری از کره‌ای‌ها، ژاپنی‌ها و نفوذ خارجی بر سرزمین آنها و حکومت ظالمانه فاسد سلسله چوسان را تحقیر می‌کردند. در سال ۱۸۸۱، بیه‌ئولگیگون که یک واحد نظامی نخبه مدرن با مربیان ژاپنی بود تشکیل شد. حقوق سایر سربازان به تعویق افتاد و در سال ۱۸۸۲ سربازان شورشگر به افسران ژاپنی حمله کردند و حتی ملکه را مجبور کردند به حومه شهر پناه ببرد. در سال ۱۸۹۴، انقلاب‌ دهقانی‌ دونگهاک؛ قیامی از کشاورزان در یک شورش توده‌ای بود‌ و رهبر دهقانان جئون بونگ‌-جون نیروهای حاکم محلی جو بیونگ‌-گاپ را در نبرد گوبو در ۱۱ ژانویه ۱۸۹۴ شکست داد‌، پس از جنگ اموال حاکم محلی جو بیونگ‌-گاپ به دهقانان واگذار شد. در ماه مه ارتش دهقانان به جونجو رسیده بود و دولت چوسان از دولت سلسله‌ چینگ برای پایان دادن به شورش کمک خواست. چینگ ۳,۰۰۰ سرباز فرستاد و شورشیان درباره آتش بس مذاکره کردند، اما ژاپنی‌ها حضور چینگ را یک تهدید تلقی کردند و ۸,۰۰۰ سرباز خود را فرستاده و کاخ سلطنتی در سئول را تصرف کردند، همچنین ژاپنی‌ها در ۸ ژوئن ۱۸۹۴ یک دولت طرفدار ژاپن را برپا کردند. در نتیجه این التهابات به زودی نخستین جنگ چین و ژاپن آغاز شد و این دو کشور عمدتاً در کره جنگیدند. (پادشاه تا حدی به دلیل بی‌اعتمادی به حمایت ملکه از سیاست‌های بازرگانی باز در قبال تمدن‌های غربی و چین، با ژاپن معامله کرد. او در نهایت پیش از تصمیم ملکه، از یک مذاکره انحصاری و زیانبار خاص با ژاپن جلوگیری کرد، که بعداً به عنوان پیش‌فرض سیاسی برای ژاپن برای انجام اقدامات نظامی مورد استفاده قرار گرفت. محققان نیز به ویژه در دوران چوسان برای ابراز وفاداری به پادشاه تبلیغ می‌شدند.
ملکه‌ میئونگ‌ سئونگ (ملکه مین) تلاش کرده بود با دخالت ژاپن در کره مقابله کند و در نظر داشت برای حمایت به امپراتوری‌ روسیه و چین روی بیاورد. در سال ۱۸۹۵، ملکه میئونگ سئونگ توسط ماموران ژاپنی ترور شد. وزیر ژاپنی در کره، سپهبد میورا گورو، تقریباً به طور قطع توطئه علیه او را سازماندهی کرده بود. گروهی از ماموران ژاپنی وارد کاخ گیونگ‌بوک‌گونگ در سئول شدند که تحت کنترل ژاپنی‌ها بود. آنها ملکه مین را کشتند و همچنین بدنش را در قسمت شمالی کاخ مورد هتک حرمت قرار دادند.
چینگ شکست در یپمان شیمونوسکی (۱۷ آوریل ۱۸۹۵) را پذیرفت و استقلال کره از چین را به طور رسمی تضمین کرد. این گامی به سوی ژاپن بود که هژمونی‌ منطقه‌ای را در کره به دست آورد.

#### تأسیس امپراتوری و استعمار

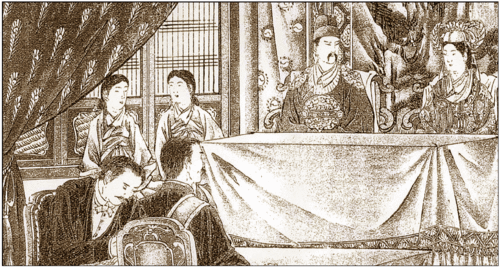
تصویری از پادشاه‌ گوجونگ و ملکه‌ مین که کاردار ژاپن؛ اینواوئه کائورو را پذیرفتند. تاریخ آن ۲۴ دسامبر ۱۸۹۴ است و توسط هنرمند ایشیزوکا با این شرح امضا شده‌است: «پادشاه و ملکه (کره‌ای) که از توصیه صادقانه ما متاثر شده‌اند، برای اولین بار نیاز به اصلاحات قاطع را درک می‌کنند.» این تصویر در چاپ هشتاد و چهارم مجله ژاپنی فوزوکوگاهو (風俗畫報) در ۲۵ ژانویه ۱۸۹۵ منتشر شد.

دربار چوسان تحت فشار تجاوز قدرت‌های بزرگتر احساس نیاز به تقویت یکپارچگی ملی کرد و امپراتوری‌ کره را به همراه اصلاحات‌ گوانگمو در سال ۱۸۹۷ اعلام کرد. پادشاه‌ گوجونگ برای اثبات استقلال کره عنوان امپراتور را به خود اختصاص داد. علاوه بر این سایر قدرت‌های خارجی به‌دنبال فناوری نظامی، به‌ویژه روسیه، برای دفع ژاپنی‌ها بودند. از نظر فنی سال ۱۸۹۷ پایان دوره چوسان است، زیرا نام رسمی امپراتوری تغییر کرد اما سلسله چوسان هنوز هم سلطنت می‌کرد هرچند که توسط ژاپن و روسیه آشفته بود.
ژاپن در یک سری مانورها و ضدمانورهای پیچیده، ناوگان روسیه را در نبرد‌‌ پورت‌ آرتور در سال ۱۹۰۴ عقب راند. با پایان یافتن جنگ‌ روسیه‌ و‌ ژاپن (۱۹۰۵–۱۹۰۴) با پیمان پورتسموت، راه برای ژاپن باز شد تا کنترل کره را در دست بگیرد. پس از امضای پیمان یولسا در سال ۱۹۰۵، کره تحت‌الحمایه ژاپن قرار گرفت. شاهزاده‌ ایتو اولین ژنرال ژاپنی مقیم کره بود، اگرچه در سال ۱۹۰۹ توسط آن جونگ-گئون یک طرفدار جنبش استقلال کره در ایستگاه قطار هاربین ترور شد. سرانجام با پیمان ۱۹۱۰ ژاپن و کره، امپراتوری‌ ژاپن کره را ضمیمه کرد.

## دولت
چوسان یک نظام سلطنت مطلقه بسیار متمرکز و بوروکراسی نئوکنفوسیوسی بود که توسط گیونگ‌گوک دایجون، نوعی قانون اساسی چوسان تدوین شده بود.

### پادشاه

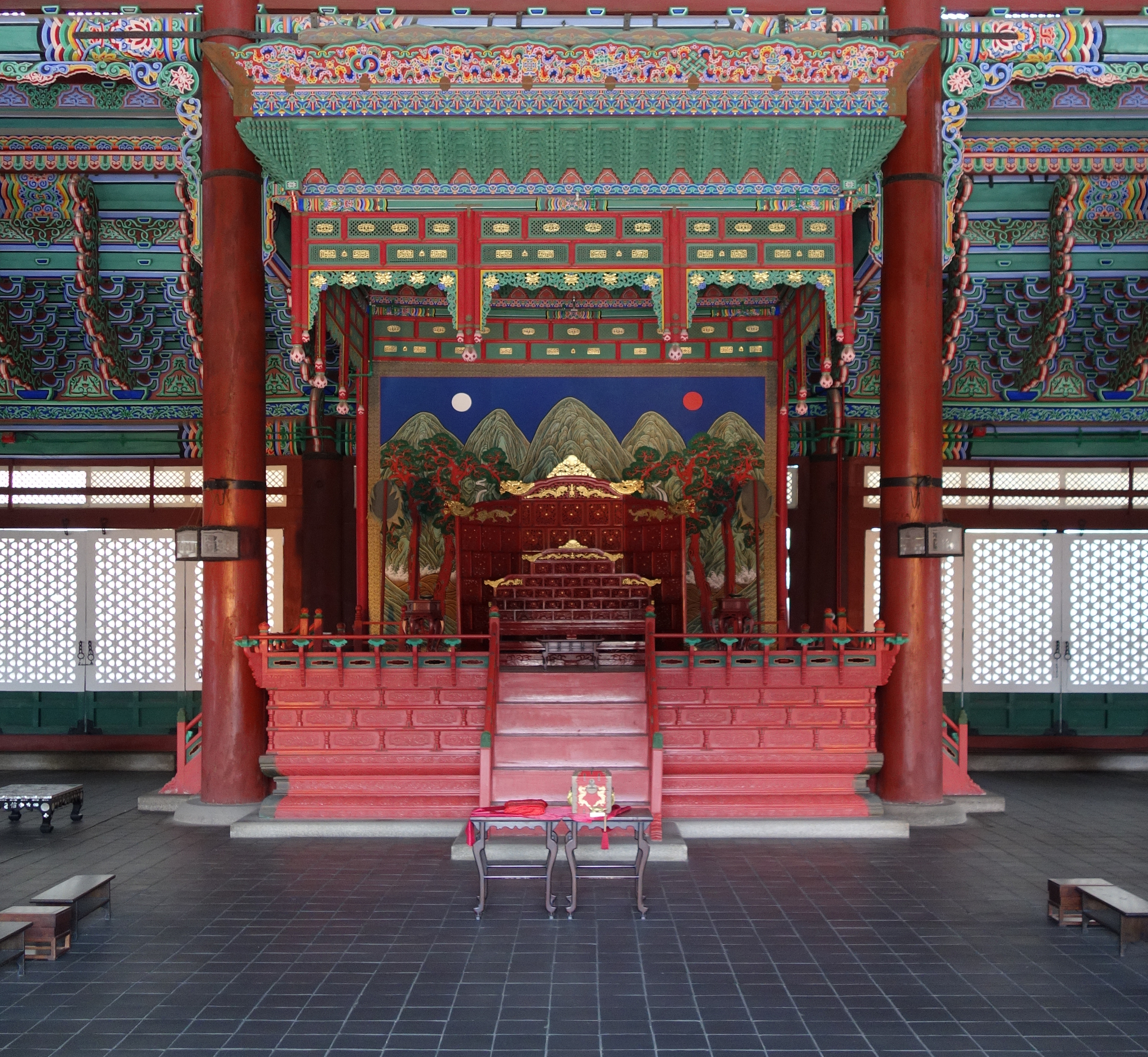
تخت‌ ققنوس پادشاه چوسان در کاخ‌ گیونگ‌بوک‌گونگ. در پس زمینه ایروُرُبونگدو یک پردینه کره‌ای با نقاشی‌ منظره‌‌نگاری بسیار سبک‌پردازانه از خورشید و ماه، و پنج قله است که همیشه پشت اوجوا (تخت ققنوس) تخت‌ سلطنتی پادشاه در دوران سلسله چوسان، قرار داشت.

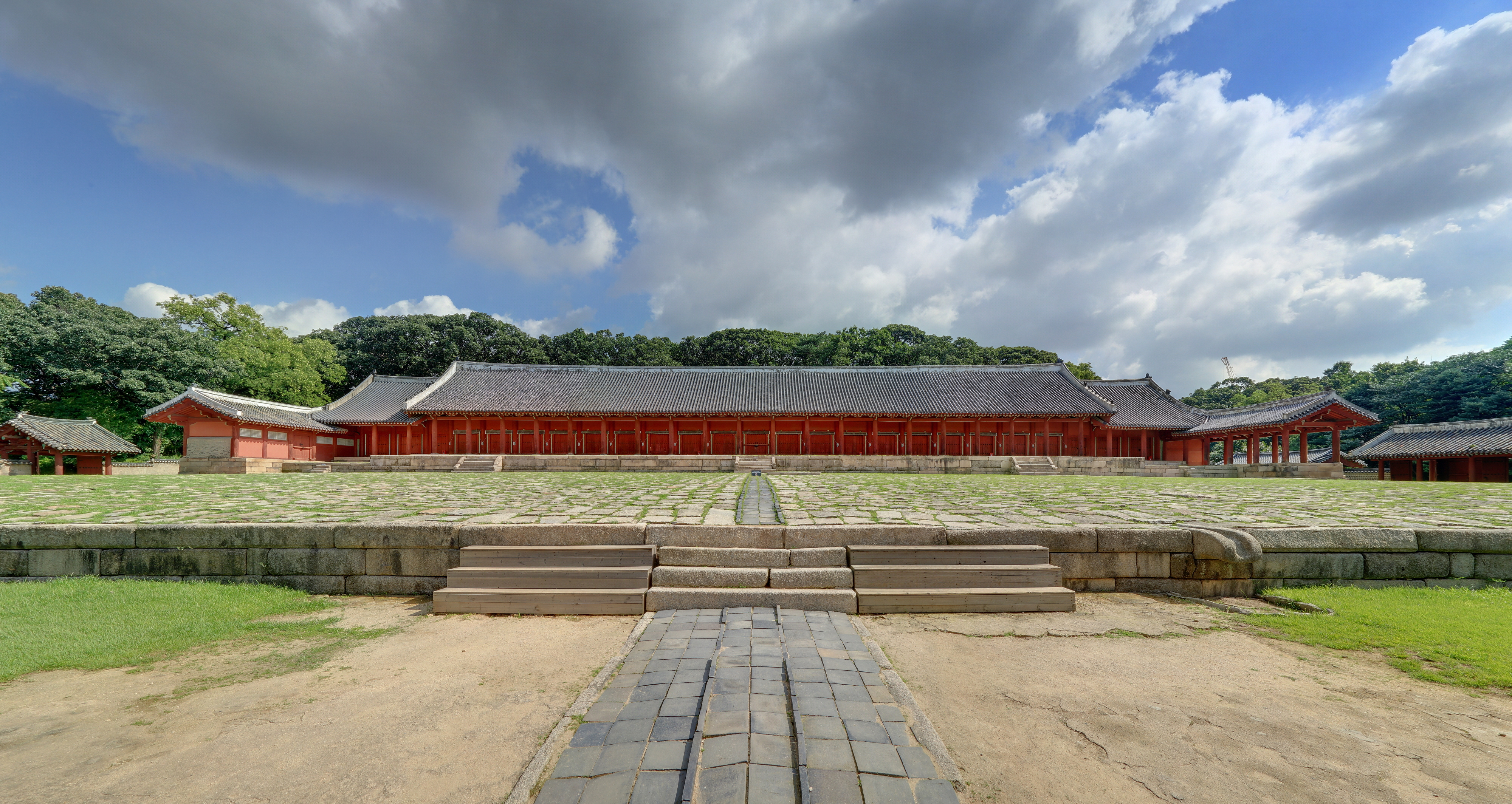
جونگ‌جون از معبد‌ جانگمیو - با ادامه سلسله، این معبد به صورت افقی گسترش یافت.

پرچم استاندارد سلطنتی پادشاه چوسان

پادشاه اقتدار مطلق داشت اما قدرت واقعی او با شرایط سیاسی متفاوت بود. او به سنت، سوابق ساخته شده توسط پادشاهان قبلی، گیونگ‌گوک‌ دایجون و آموزه‌های کنفوسیوس مقید بود. پادشاه به مقامات و رعایای خود فرمان وفاداری مطلق می‌داد اما از مقامات نیز انتظار می‌رفت که اگر گمان می‌رفت که پادشاه اشتباه می‌کند، او را به راه راست متقاعد کنند. تصور می‌شد که بلایای طبیعی به دلیل ناکامی‌های پادشاه است، بنابراین پادشاهان چوسان نسبت به وقوع آنها بسیار حساس بودند. هنگامی که خشکسالی شدید یا یک سری بلایا رخ می‌داد، پادشاه اغلب به طور رسمی از مقامات و شهروندان انتقاد می‌کرد. در آن مواقع، منتقدان صرف نظر از آنچه می‌گفتند یا می‌نوشتند، از تعقیب مصون بودند (اگرچه چند استثنا وجود داشت).
ارتباط مستقیم بین پادشاه و مردم عادی از طریق سیستم دادخواست کتبی سانگون: (هانگول: 상언, هانجا: 上言) و سیستم دادخواست شفاهی گیوک‌جِنگ: (هانگول: 격쟁, هانجا: 擊錚) امکان پذیر بود. از طریق سیستم دادخواست شفاهی گیوک‌جِنگ، مردم عادی می‌توانستند در مقابل کاخ یا در طول راهپیمایی‌های عمومی پادشاه به منظور اعتراض مستقیم به شکایات یا عریضه‌های خود، یک گونگ یا طبل بزنند. این امر حتی به اعضای بی‌سواد جامعه چوسان اجازه داد تا از پادشاه درخواست کنند. بیش از ۱,۳۰۰ گزارش مرتبط با گیوک‌جِنگ در ایلسه‌اونگنوک (ثبت روزانه وقایع دربار) ثبت شده‌است.

#### مهرهای سلطنتی

مهر مورد استفاده از سال ۱۳۹۲ تا ۱۴۰۱.
مهر استفاده شده از ۱۴۰۱ تا ۱۶۳۷، برای استفاده در اسناد دولتی مربوط به مینگ.[۵۹]
مهر بین سال‌های ۱۶۳۷[۶۰] و ۱۶۵۳ برای استفاده در اسناد دولتی مربوط به چینگ.[۶۱]
مهر بین سال‌های ۱۶۵۳ و ۱۷۷۶ برای استفاده در اسناد دولتی مربوط به چینگ.[۶۲]
مهر بین سال‌های ۱۷۷۶ و ۱۸۷۶ برای استفاده در اسناد دولتی مربوط به چینگ.
این مهر در ۱۵ دسامبر ۱۸۷۶ برای استفاده در اسناد دولتی مربوط به ژاپن تولید شد.
«دائه‌گونجو بو» برای جایگزینی گروهبان سابق «چوسان گوکوانگ جین» طراحی شده بود، همچنین به عنوان مهر پادشاه برای اسنادی مانند اسناد انتصاب برای مقامات عالی رتبه دولتی و احکام اعلام شده در کره بین سال‌های ۱۸۸۲ و ۱۸۹۷ استفاده می‌شد.[۶۳]
«دائه‌چوسان دائه‌گونجو بو» بین سال ۱۸۸۲ به عنوان «مهر دولت» برای اعتبارنامه در روابط دیپلماتیک با سایر کشورها استفاده می‌شد.[۶۳]

### مقامات
مقامات دولتی در ۱۸ سطح رتبه‌بندی می‌شدند، از رتبه اول ارشد (بالاتر) (هانجا: 正一品, هانگول: 정1품) تا رتبه نهم جوان (پایین‌تر) (هانجا: 從九品, هانگول: 종9품). ارشدیت و ارتقاء از طریق فرمان سلطنتی بر اساس معاینه یا توصیه به دست می‌آمد. مقامات از رتبه اول ارشد تا سوم ارشد ردای قرمز، از رتبه سوم جوان تا رتبه ششم جوان ردای آبی و آنهایی که دارای رتبه پایینی بودند ردای سبز ‌می‌پوشیدند.
در دولت چوسان مقام دولتی به معنای کسی است که منصبی را اشغال کرده و به دارنده آن وضعیت یانگبان - اشرافیت ارثی برای سه نسل تعلق می‌گرفت‌. برای تبدیل شدن به چنین مقامی باید یک سری امتحانات به نام گواگئو را پشت سر گذاشت. سه نوع امتحان گواگئو وجود داشت: ادبی، نظامی و متفرقه. مسیر ادبی معتبرترین بود و بسیاری از پست‌های کلیدی از جمله همه پست‌های سانسور، فقط برای مقاماتی که از طریق امتحان ادبی پیشرفت کرده بودند باز بود. مسیر ادبی شامل یک سری چهار آزمون بود و برای واجد شرایط بودن باید همه آنها را پاس کرد. ۳۳ نفر از داوطلبانی که به این ترتیب انتخاب شده بودند در امتحان نهایی در حضور پادشاه شرکت می‌کردند. نامزدی که بالاترین امتیاز را کسب کرده بود به رتبه ششم جوان (پرش شش رتبه‌ای) منصوب می‌شد. دو کاندیدایی که بالاترین امتیازات بعدی را به دست می‌آوردند به رتبه هفتم جوان منصوب می‌شدند. هفت نامزد با بالاترین امتیازات بعدی به رتبه هشتم جوان منصوب می‌شدند. و به ۲۳ نامزد باقی مانده رتبه نهم جوان، پایین ترین رتبه از ۱۸ سطح داده می‌شد.
مقامات رتبه اول ارشد، رتبه اول جوان و دوم ارشد با عنوان افتخاری: «تایِگام» (هانجا: 大監, هانگول: 대감) خطاب می‌شدند، در حالی که رتبه دوم جوان و سوم ارشد با «یونگام» (هانجا: 監, هانگول: 영감) خطاب می‌شدند‌‌. این مقامات قرمز پوش که در مجموع «تِنگسانگوان» (هانجا: 堂上官, هانگول: 당상관) نامیده می‌شوند با شرکت در جلسات کابینه در تصمیم گیری سیاست‌های دولت شرکت داشتند.

### دولت مرکزی

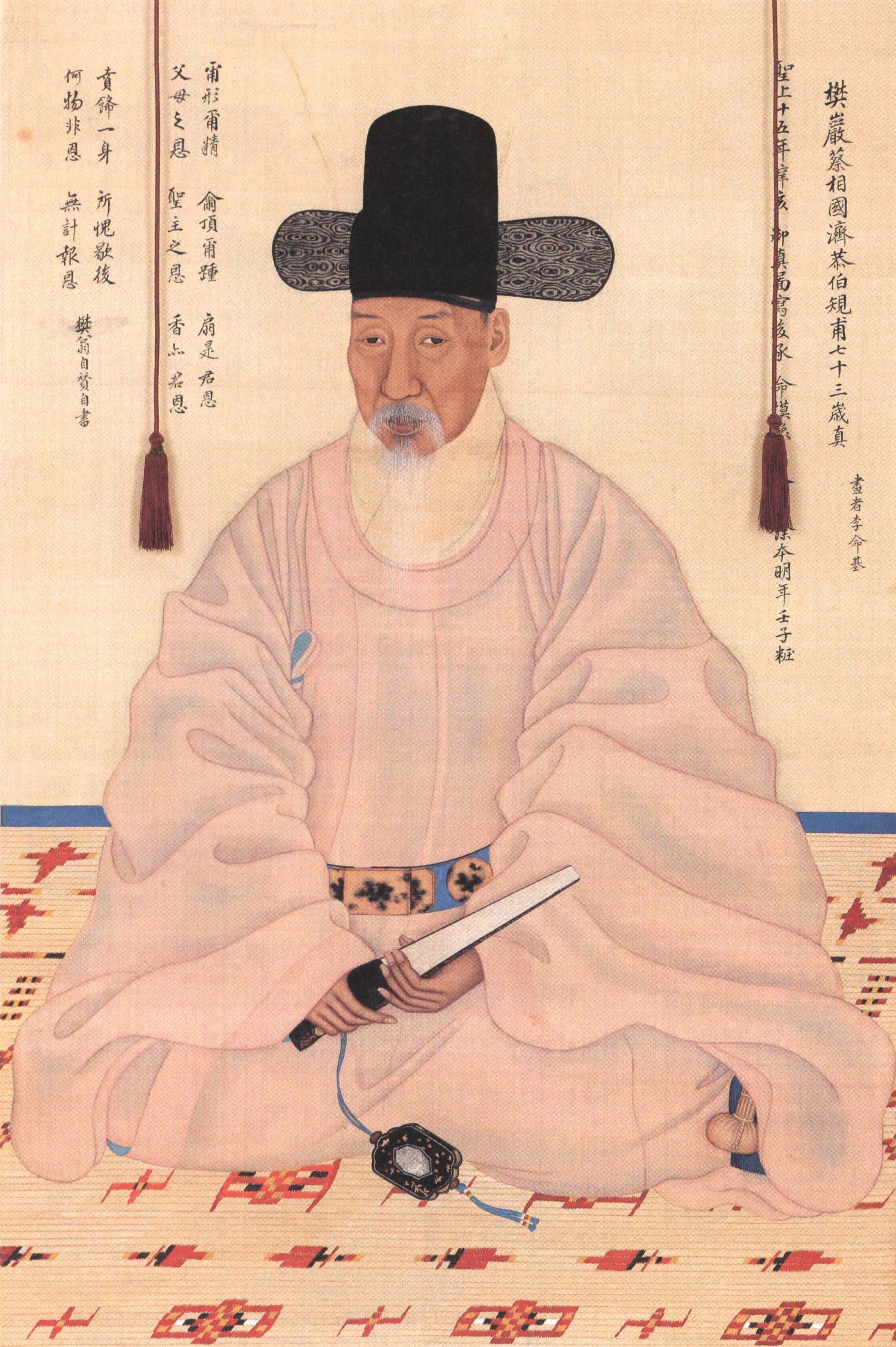
پرتره رئیس شورای دولتی چه چه-گونگ (۱۷۹۹–۱۷۲۰)

#### شورای دولتی
شورای دولتی (یوئیجانگبو، هانجا: 議政府, هانگول: 의정부) بالاترین نهاد مشورتی بود و قدرت آن در طول دوران کاهش یافت. رئیس شورای دولتی (یونگیجونگ، هانجا: 領議政, هانگول: 영의정)، مشاور دولتی چپ (چاواهیونگ، هانجا: 左議政, هانگول: 좌의정) و مشاور دولتی راست (اوئیجونگ، هانجا: 右議政, هانگول: 우의정) بالاترین رتبه‌ها در دولت بودند (هر سه نفر از رتبه اول ارشد بودند). آنها توسط وزیر چپ (چاچن‌سئونگ، هانجا: 左贊成, هانگول: 좌찬성) و وزیر راست (یوئیچانسئونگ، هانجا: 右贊成, هانگول: 우찬성)، هر دو از رتبه اول جوان و مقامات هفت رتبه پایین‌تر یاری می‌شدند. قدرت شورای دولتی با قدرت پادشاه نسبت معکوس داشت. دوره‌هایی وجود داشت که مستقیماً شش‌ وزارتخانه، نهاد اجرایی ارشد دولت چوسان را کنترل می‌کرد اما در درجه اول نقش مشاوره‌ای را در زمان پادشاهان قوی‌تر ایفا می‌کرد. اعضای شورای دولتی همزمان در چندین سمت دیگر نیز خدمت می‌کردند.

#### شش وزارتخانه

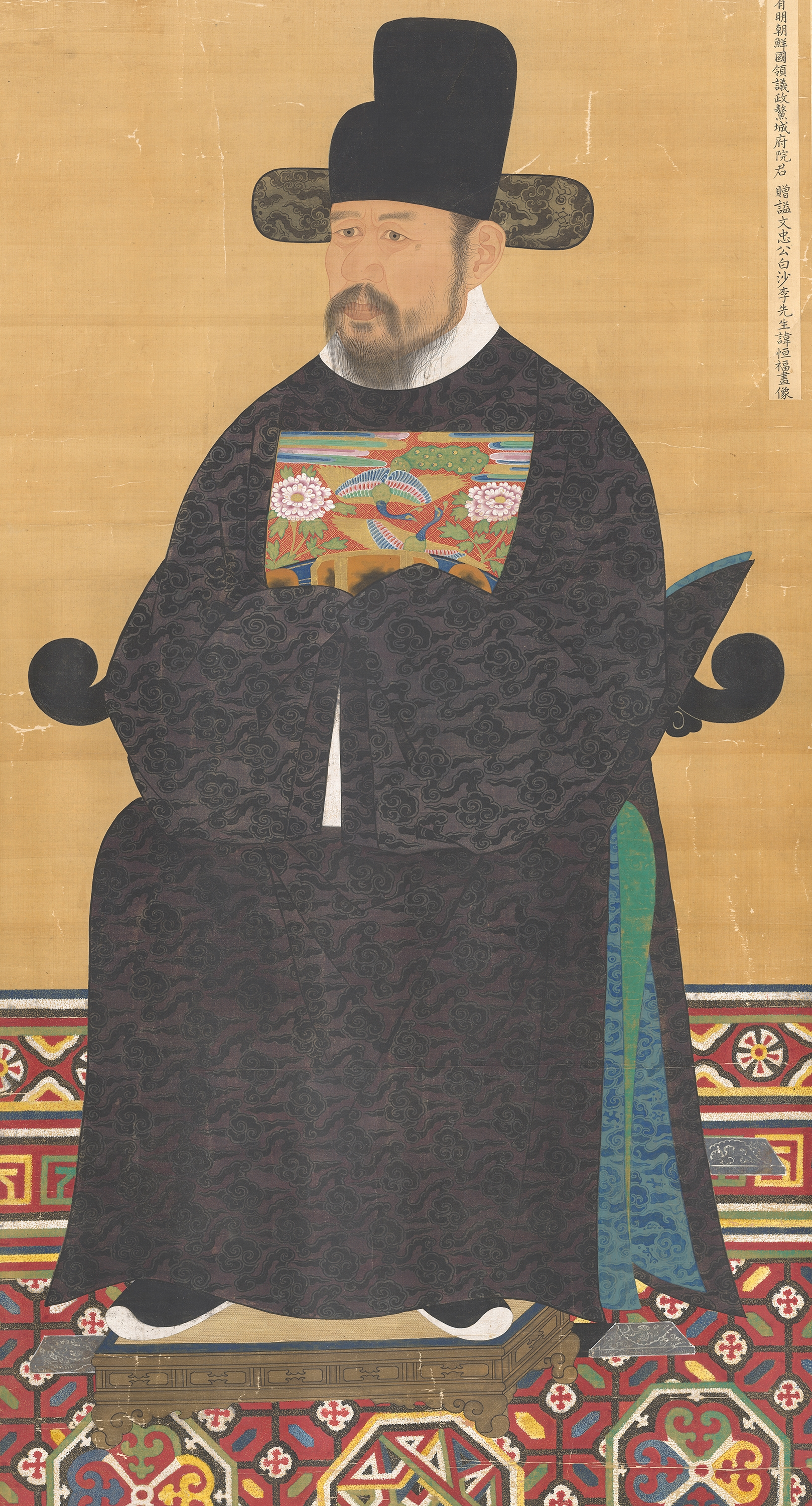
یی هانگ-بوک، او در طول تهاجم ژاپن به کره به عنوان بیونگجو پانسو، وزیر دفاع ملی، منصوب و خدمت کرد.

شش‌ وزارتخانه (یوکجو، هانجا: 六曹, هانگول: 육조) هیئت اجرایی اصلی را تشکیل می‌دهند. هر وزیر (پانسئو، هانجا: 判書, هانگول: 판서) دارای رتبه دوم ارشد بود و توسط معاون وزیر (چِمپِن، هانجا: 參判, هانگول: 참판) که رتبه دوم جوان را داشت یاری می‌شد. وزارت پرسنل (کارکنان، کارمندان) ارشدترین دفتر در بین شش وزارتخانه بود. از آنجایی که نفوذ شورای دولتی در طول دوران کاهش یافت، وزیر پرسنل اغلب عملاً رئیس وزرا بود. شش وزارتخانه به ترتیب ارشدیت بدین شرح‌‌‌ است:
- وزارت پرسنل (ایجو، هانجا: 吏曹, هانگول: 이조) – در درجه اول به انتصاب مقامات مربوط می‌شد.
- وزارت مالیات (هوجو، هانجا: 戶曹, هانگول: 호조) – مالیات، امور مالی، سرشماری، کشاورزی و سیاست‌‌های زمین.
- وزارت مراسم (یجو، هانجا: 禮曺, هانگول: 예조) – تشریفات، فرهنگ، دیپلماسی و آزمون گواگئو.
- وزارت دفاع (پیونگجو، هانجا: 兵曺, هانگول: 병조) – امور نظامی.
  - دفتر اداره پلیس (پودوچونگ، هانجا: 捕盜廳, هانگول: 포도청) – دفتر نظم عمومی.
- وزارت دادگستری (هیونگجو، هانجا: 刑曺, هانگول: 형조) – اداره قانون، برده داری و مجازات.
- وزارت بازرگانی (گونگجو، هانجا: 工曹, هانگول: 공조) – صنعت، کارهای عمومی، تولید و معدن.

#### سه دفتر (سه اداره)

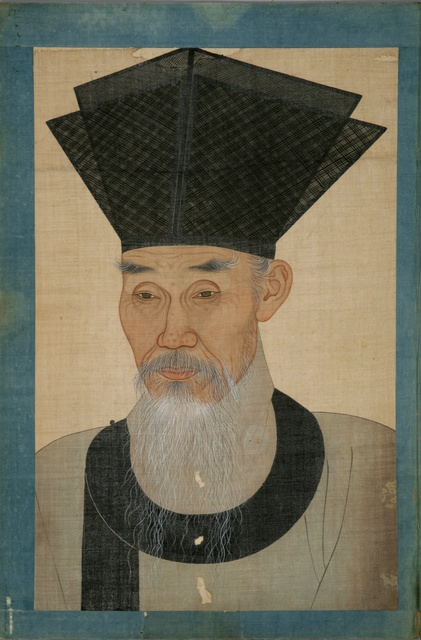
پرتره بازرس کل یونبونگ-گو (۱۷۶۷–۱۶۸۱)

سه‌ دفتر یا سامسا (هانگول: 삼사)، نامی جمعی برای سه دفتر و اداره است که به عنوان ارگان اصلی مطبوعات عمل می‌کردند و کنترل و تعادل پادشاه و مقامات را فراهم می‌کردند. سه دفتر در حالی که از سیستم چینی الگوبرداری شده بودند، نقش‌های بسیار برجسته‌تری در دولت چوسان نسبت به همتایان چینی خود انجام می‌دادند. آنها در نقش خود به عنوان ارگان مطبوعاتی، اختیار واقعی برای تصمیم‌گیری یا اجرای سیاست‌ها را نداشتند، اما در بحث‌های بعدی صدای تأثیرگذاری داشتند.
مقاماتی که در این دفاتر خدمت می‌کردند نسبت به سایر دفاتر جوان‌تر و در رتبه‌های پایین‌تری بودند، اما از شهرت علمی قوی، امتیازات ویژه و اعتبار زیادی برخوردار بودند (مثلاً سانسورچیان به دلیل عملکردشان در انتقاد از پادشاه مجاز به نوشیدن در ساعات کاری بودند). همچنین برای منصوب شدن، آنها بررسی بسیار دقیق از شخصیت و پیشینه خانوادگی انجام می‌دادند. سه دفتر سریع‌ترین مسیر ارتقاء به پست‌های عالی را فراهم می‌کرد و تقریباً شرطی لازم برای عضویت در شورای دولتی بود.
- دفتر بازرس کل (ساهونبو، هانگول: 사헌부) – این سازمان مدیریت دولتی و مقامات را در هر سطح در دولت مرکزی و محلی از نظر فساد، تخلفات یا ناکارآمدی زیر نظر داشت. همچنین مسئول پیشبرد اخلاق عمومی و آداب و رسوم کنفوسیوس و رفع نارضایتی مردم بود. این سازمان توسط بازرس کل (تِساهون، هانگول: 대사헌)، مقام دوم جوان، اداره می‌شد که بر ۳۰ مقام عمدتاً مستقل نظارت داشت.
- دفتر سانسور (ساگان-وُن، هانگول: 사간원) – وظیفه اصلی دفتر سانسور این بود که در صورت وجود اقدام یا سیاست نادرست یا نالایق پادشاه، به او اعتراض کند. فرمان‌های مهم پادشاه ابتدا توسط سانسورچی‌ها بررسی می‌شد و آنها می‌توانستند در صورت قضاوت‌های نادرست پادشاه از او درخواست کنند که آنها را کنار بگذارد. همچنین آنها در مورد وضعیت عمومی امور نیز نظریاتی صادر می‌کردند.  این سازمان متشکل از پنج مقام بود که توسط رئیس سانسور (تِساگان، هانگول: 대사간)، با رتبه سوم ارشد، رهبری می‌شد.

در حالی که تمرکز اصلی دفتر بازرسی کل بر مقامات دولتی و اداره سانسور بر پادشاه متمرکز بود، دو دفتر اغلب وظایف یکدیگر را انجام می‌دادند و همپوشانی زیادی در بین آنها وجود داشت. آنها با هم «یانگسا» (هانگول양사) نامیده می‌شدند که به معنای: «هر دو دفتر» بود، دو دفتر اغلب به طور مشترک کار می‌کردند، به خصوص زمانی که به دنبال تغییر تصمیم پادشاه بودند.
- دفتر مشاوران ویژه (هونگمونگوان، هانجا: 弘文館, هانگول: 홍문관) – این دفتر بر کتابخانه سلطنتی نظارت داشت و به عنوان مؤسسه تحقیقاتی برای مطالعه فلسفه کنفوسیوس و پاسخ به سؤالات پادشاه خدمت می‌کرد. مقامات آن در دروس روزانه به نام گیونگ‌یئون (هانگول: 경연) شرکت می‌کردند، که در آن در مورد تاریخ و فلسفه کنفوسیوس با پادشاه بحث می‌کردند. از آنجایی که این بحث‌ها اغلب به اظهار نظر در مورد مسائل سیاسی جاری منجر می‌شد، مقامات آن به عنوان مشاور، نفوذ قابل توجهی داشتند. ریاست آن برعهده محقق ارشد (تِچِهاگ، هانگول: 대제학) بود، یک پست نیمه وقت از رتبه دوم ارشد که همزمان در پست عالی دیگری (مانند شورای دولتی) خدمت می‌کرد. همچنین معاون پژوهشگر (پوچِهاگ، هانگول: 부제학)، یک پست تمام وقت از رتبه سوم ارشد که در واقع اداره دفتر را بر عهده داشت. در این جامعه عمیقاً کنفوسیوس بودن به عنوان محقق ارشد اعتبار زیادی داشت. این دفتر برای جایگزینی تالار‌ شایستگی‌ها (جیپیه‌جان، هانگول: 집현전) که توسط پادشاه‌ سجو بعد از وقایع شش‌ وزیر‌ شهید لغو شده‌ بود، تأسیس شد.

#### دفاتر دیگر
دفاتر اصلی شامل موارد زیر است:
- دبیرخانه سلطنتی (سونگجونگ-وُن، هانگول: 승정원) به عنوان رابط بین پادشاه و شش وزارتخانه خدمت می‌کرد. شش منشی سلطنتی (هانگول: 승지) وجود داشت، یک نفر برای هر وزارتخانه، و همگی در رتبه سوم ارشد بودند. نقش اصلی آنها انتقال فرمان سلطنتی به وزارتخانه‌ها و ارسال عریضه‌های مقامات و مردم به شاه بود، اما آنها همچنین به پادشاه مشاوره می‌دادند و در سایر مناصب کلیدی نزدیک به پادشاه نیز خدمت می‌کردند. به ویژه منشی ارشد سلطنتی (هانگول: 도승지) که رابط وزارت پرسنل بود و در نزدیک‌ترین فاصله از تمام مقامات دولتی به پادشاه خدمت می‌کرد و اغلب از قدرت زیادی برخوردار بود که از لطف پادشاه ناشی می‌شد. هونگ گوک-یئونگ (در دوران سلطنت جونگجو) و هان میونگ-هه (در دوران سلطنت سجو) نمونه‌هایی از منشیان ارشد سلطنتی هستند که قدرتمندترین مقامات زمان خود بودند.
- دفتر پایتخت (هانسونگبو، هانگول: 한성부) مسئول اداره پایتخت، هانسئونگ یا سئول کنونی بود. رهبری آن بر عهده پان‌یون (هانگول: 판윤) دومین مقام از رتبه دوم ارشد معادل شهردار امروزی سئول بود.
- دفتر تحقیقات سلطنتی (اویگِئومبو، هانگول: 의금부) یک ارگان تحقیقاتی و اجرایی تحت کنترل مستقیم پادشاه بود. این سازمان عمدتاً به خیانت و سایر موارد جدی مربوط به پادشاه و خانواده سلطنتی رسیدگی می‌کرد و برای دستگیری، تحقیق، زندانی کردن و اجرای احکام علیه مجرمان مظنون که اغلب از مقامات دولتی بودند، اقدام می‌کرد.
- دفتر اسناد (چون‌چوگ‌وان، هانگول: 춘추관) نوشته‌های مقامات، اسناد تدوین شده، اسناد دولتی و تاریخی را حفظ می‌کرد. این دفتر توسط شورای دولتی و بسیاری از پست‌های مقاماتی که همزمان در ادارات دیگر خدمت می‌کردند، اداره می‌شد. همچنین هشت تاریخ نگار وجود داشت که تنها وظیفه آنها ثبت جلسات برای درج در تاریخ بود.[۶۶]
- سونگ کیون کوان یا آموزشگاه سلطنتی (هانگول: 성균관) مقامات دولتی آینده را آماده‌ می‌کرد. کسانی که دو مرحله اول امتحانات گواگئو (امتحان ادبی) را پشت سر گذاشتند در سونگ کیون کوان پذیرفته می‌شدند. اندازه کلاس معمولاً ۲۰۰ دانش آموز بود که در سالن اقامتی زندگی می‌کردند و از قوانین سختگیرانه و معمول مدرسه پیروی می‌کردند، (شهریه، اتاق و غذا توسط دولت تامین می‌شد). سونگ کیون کوان همچنین به عنوان زیارتگاه دولتی برای حکیمان کنفوسیوس‌گرا و کنفوسیوس‌‌گرایان‌ کره‌ای عمل می‌کرد. نظرات دانشجویان در مورد سیاست‌های دولت، به‌ویژه بیانیه‌ها و تظاهرات جمعی، می‌توانست تأثیرگذار باشد، زیرا نشان‌دهنده اجماع تازه و بدون فاسد دانشوران جوان بود. مقام مسئول سونگ کیون کوان؛ تِساسونگ نام داشت (هانگول: 대사성) و از رتبه سوم ارشد بود، ۳۶ مقام دیگر از جمله مقامات دفاتر دیگر نیز در اداره آموزشگاه شرکت داشتند.

### دولت محلی
مقامات عالی رتبه از دولت مرکزی اعزام می‌شدند. گاهی یک بازرس مخفی سلطنتی (آمهِنگ‌اِئوسا، هانگول: 암행어사) توسط پادشاه تعیین می‌شد تا به‌طور ناشناس سفر کند و بر مقامات استان نظارت کند. این بازرسان مخفی عموماً از مقامات جوان با درجاتی پایین‌تر بودند، اما برای برکناری مقامات فاسد دارای اختیار و قدرت سلطنتی بودند‌.
- استان‌‌ها (دو، هانگول: 도, هانجا: 道) – هشت استان وجود داشت و هر یک از آنها توسط فرماندار (گوانچِلسا، هانگول: 관찰사, هانجا: 觀察使) با رتبه دوم جوان اداره می‌شد‌.
- پو (هانگول: 부) – دفاتر اداری مسئول شهرهای بزرگ استان‌ها بود. هر پو توسط پویون (هانگول: 부윤) رهبری می‌شد که از نظر رتبه معادل فرماندار بود.
- موگ (هانگول: 목, هانجا: 牧) – بیست موگ وجود داشت که شهرستان‌های بزرگی به نام جو (هانگول: 주, هانجا: 州) را اداره می‌کردند. موگ‌ها توسط موگسا (هانگول:목사, هانجا: 牧使) از رتبه سوم ارشد اداره می‌شدند.
- شهرستان (گون، هانگول: 군, هانجا: 郡)– در چوسان ۸۰ شهرستان وجود داشت هر کدام توسط گونسو (هانگول: 군수, هانجا: 縣令) با رتبه چهارم جوان اداره می‌شد.
- هیون (هانگول: 현, هانجا: 縣) – هیون‌های بزرگ توسط هیون‌لیونگ (هانگول: 현령, هانجا: 縣令) با رتبه پنجم جوان و هیون‌های کوچک‌تر توسط هیون‌گام (هانگول: 현감, هانجا: 縣監) با رتبه ششم جوان اداره می‌شد.

### تقسیمات اداری
در بیشتر دوره چوسان، کره به هشت استان تقسیم شد (دو، هانگول: 도, هانجا: 道). مرزهای هشت استان برای تقریباً پنج قرن از ۱۴۱۳ تا ۱۸۹۵ بدون تغییر باقی ماند و یک الگوی جغرافیایی را تشکیل داد که هنوز در تقسیمات اداری، گویش‌‌ها و تمایزات منطقه‌ای شبه‌جزیره کره منعکس شده‌است. نام هر هشت استان به همان شکل یا شکل دیگری تا به‌امروز همچنان حفظ شده‌است.
| # | نام       | هانگول | هانجا  | نقشه |
| - | --------- | ------ | ------ | ---- |
| 1 | هامگيونگ  | 함경도 | 咸鏡道 |      |
| 2 | پیونگ‌آن   | 평안도 | 平安道 |      |
| 3 | گانگ‌وُن    | 강원도 | 江原道 |      |
| 4 | هوانگهه   | 황해도 | 黃海道 |      |
| 5 | گيونگ‌گی   | 경기도 | 京畿道 |      |
| 6 | گيونگ‌سانگ | 경상도 | 慶尙道 |      |
| 7 | چونگ‌چئونگ | 충청도 | 忠清道 |      |
| 8 | جولا      | 전라도 | 全羅道 |      |

### نظامی

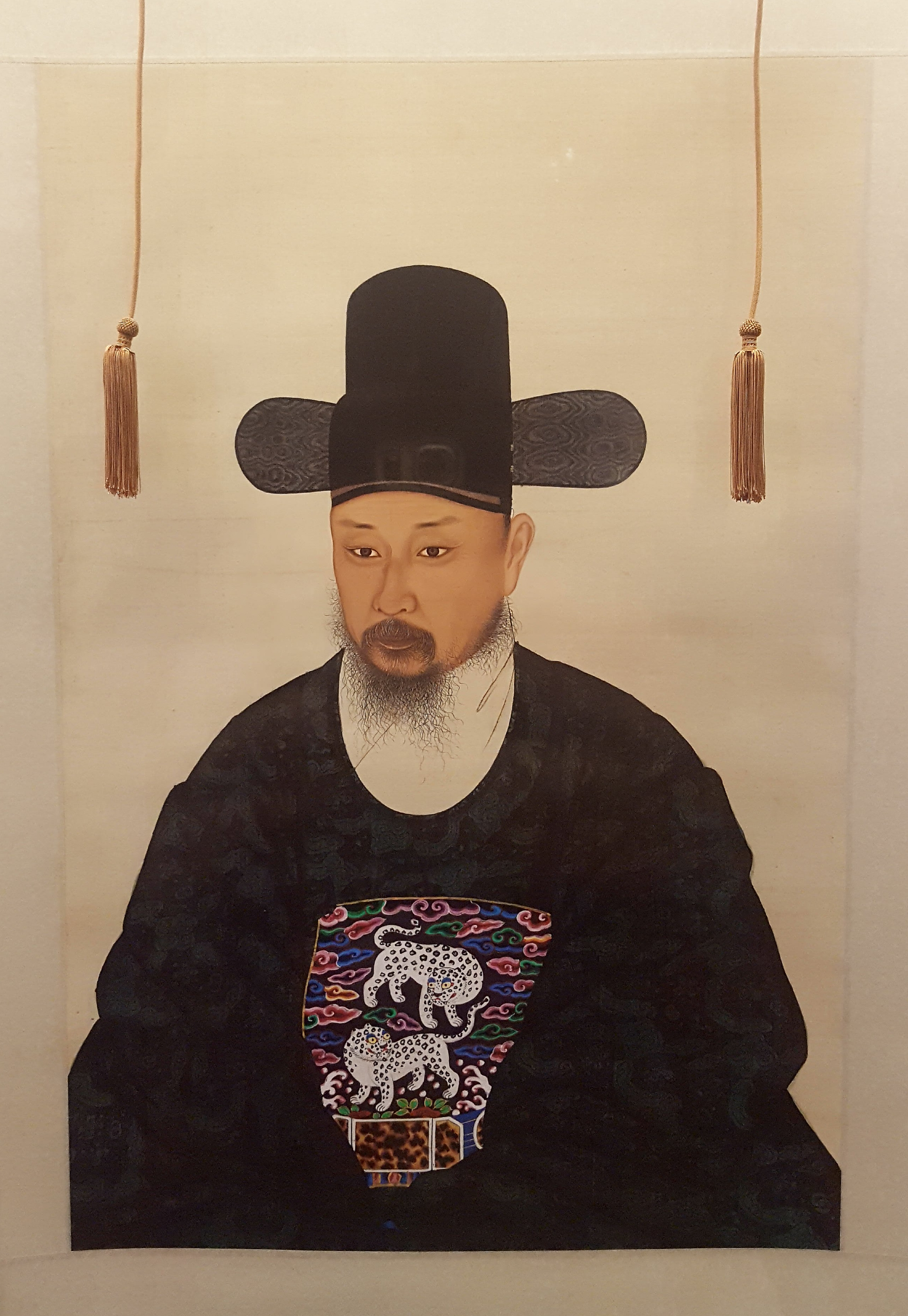
پرتره کیم هو (۱۸۰۵–۱۷۵۱)، یک افسر نظامی سلسله چوسان

#### ارتش
این ارتش از ارتش مرکزی و ارتش‌های استانی تشکیل شده بود. سربازان روستایی؛ سواره نظام، سربازان زبده پِنگ‌بائِسو و گابسا، تیراندازان، تفنگداران و توپخانه را تشکیل می‌دادند. در سیستم ارتش چوسان پادشاه چوسان ژنرال‌های خود را منصوب می‌کرد.

#### نیروی دریایی
نیروی دریایی چوسان از دو نوع کشتی جنگی اصلی به نام‌های: پانوکسون و کشتی لاک‌پشتی تشکیل شده بود. آنها همچنین از کشتی‌های کوچک و قایق‌های ماهیگیری برای شناسایی و ورود به خشکی استفاده می‌کردند. پادشاه چوسان همانند ارتش، دریاسالاران آنها را نیز تعیین می‌کرد.

#### گارد سلطنتی
نائه‌گوم‌وی نگهبانانی سلطنتی بودند که از پادشاه، ملکه و وزیران دفاع می‌کردند و سربازانی بودند که توسط پادشاه انتخاب شده بودند. دروازه بانان کاخ سلطنتی پادشاه، وانگ‌گونگ‌ سومونجانگ‌ (هانگول: 왕궁수문장) نیز یک واحد گارد سلطنتی بودند که وظیفه داشتند از دروازه‌های پنج کاخ و دروازه‌های شهر هانسئونگ دفاع کنند.

## روابط خارجی
چوسان یک دولت خراجگزار اسمی از چین و از نظر آیینی تابع سلسله‌های مینگ و چینگ بود، اما از حاکمیت کامل برخوردار بود. خانواده حاکم یی مشروعیت بومی خود را اعلام کردند، اما ساختارهایی را نهادینه کردند که قدرت پادشاهان چوسان را محدود می‌کرد، و محققان مدرن آن را به عنوان ایجاد وضعیت‌های متناقض از دیدگاه مدرن حاکمیت می‌دانند. پادشاهی چوسان بالاترین جایگاه را در میان کشورهای خراجگزار چین که شامل: ژاپن، ویتنام، ریوکیو، برمه، تایلند، لائوس، برونئی و فیلیپین می‌شد را حفظ کرد. علاوه بر این چوسان تا قرن هفدهم از جورچن‌ها و خاندان سو از تسوشیما خراج دریافت می‌کرد  و همچنین یک منطقه کوچک محصور در پادشاهی ریوکیو داشت که با سیام (تایلند) و جاوه به تجارت می‌پرداخت.

### چین
در سال ۱۳۹۲، ژنرال یی‌ سونگ‌-گه، کودتای موفقیت آمیزی را برای گرفتن قدرت سیاسی در کره از پادشاه یو گوریو رهبری کرد. پیروان ژنرال یی او را مجبور کردند که تاج سلطنتی را با عنوان «تائجو چوسان» بگیرد و بدین ترتیب یک سلسله جدید تأسیس کرد. رژیم جدید در جستجوی توجیهی برای حکومت خود با توجه به فقدان یک سلسله خونی سلطنتی، خواستار به رسمیت شناختن سایر کشورها مانند چین بود. علاوه بر این، تنها راه برقراری روابط دیپلماتیک و تجارت با چین، پذیرش نظام خراجی چین بود. بنابراین، چوسان در سال ۱۴۰۱ در چارچوب فرمان آسمان، در ازای به رسمیت شناختن، به سیستم باج‌گذاری امپراتوری چین پیوست.  در این سیستم خراجگزاری، چین نقش یک «برادر بزرگ» را بر عهده گرفت و کره بالاترین جایگاه را در میان دولت‌های خراجگزار حفظ کرد که کشورهایی مانند شوگون‌سالاری آشیکاگا، پادشاهی ریوکیو، لان‌ زانگ، آنام و پادشاهی آیوتایا را نیز در بر می‌گرفت، هر کشور در ازای پذیرش خراجگزار تابع، نقش «برادر کوچکتر» را داشت. مجموعه‌ای از سرگذشت‌های دیپلماتیک، تداوم دیپلماسی سادائه (خدمت به خاندان بزرگ یا خدمت به سلسله مینگ) چوسان را در تعامل با دودمان مینگ نشان می‌دهد. سادائه، چین را به عنوان مرکز جهان اخلاقی کنفوسیوسی تفسیر می‌کند. و سیاست خارجی‌ای را توصیف می‌کند که با شیوه‌های مختلفی مشخص می‌شود که یک دولت-ملت ضعیف‌تر مانند چوسان، قدرت یک قدرت بزرگ‌تر مانند چین را به رسمیت می‌شناسد. سادائه در اقدامات دولت-ملت ضعیف‌تر آشکار می‌شود، زیرا از طریق فرستادگان خود حسن نیت و احترام را منتقل می‌کند. سادئه‌جویی (Sadaejuui) نگرش چاپلوسی را با واقع‌گرایی سیاسی که با به رسمیت شناختن محتاطانه قدرت بیشتر همراه است، در هم می‌آمیزد. به عنوان پایه و اساس دیپلماسی، پادشاهی چوسان فرض را بر این گذاشت که دولت چوسان در یک محیط چین محور قرار گرفته است.
در طول دهه ۱۴۰۰، ارتباط بین مینگ و چوسان عمدتاً عملی و تا حدودی قراردادی بود. مفهوم سادائه دلالت بر تعهد به خدمت به چین در دوران مینگ داشت و بسته به شرایط بین‌المللی، دولت مسلط می‌توانست جایگزین شود. با این حال، در اوایل دهه ۱۵۰۰، رابطه بین مینگ و چوسان از طریق رابطه پدر و پسری تقویت شد، زیرا نخبگان چوسان شروع به احترام به امپراتور مینگ نه تنها به عنوان ارباب، بلکه به عنوان یک شخصیت پدر آیینی کردند. این دگرگونی اهمیت قابل توجهی داشت، زیرا برخلاف وفاداری قابل تغییر به یک حاکم، اصل کنفوسیوسیِ تقوای فرزندی تغییرناپذیر و فسخ‌ناپذیر تلقی می‌شد. تأثیر ماندگار رابطه مینگ-چوسان بر نخبگان چوسان بسیار فراتر از فروپاشی سلسله مینگ در اواسط دهه ۱۶۰۰ میلادی ادامه یافت و تحولات سیاسی و فکری غالب در چوسان را شکل داد. این تأثیر در ساخت تائه‌بودان، محراب سپاسگزاری بزرگ، و ماندونگمیو، یک زیارتگاه شرقی اختصاص داده شده به امپراتوران مینگ، در کره مشهود است. این سازه‌ها که در سال ۱۷۰۴ به ترتیب در حیاط کاخ و یک آکادمی خصوصی محلی بنا شدند، به عنوان ادای احترام به یاد امپراتوران منتخب مینگ و برای گرامیداشت یاد امپراتوران خاص مینگ ساخته شدند.

برداشت‌های چوسان از دودمان چینگ به طور قابل توجهی تحت تأثیر سونگ‌میونگ‌بان‌چئونگ، که به معنای پرستش مینگ و تحقیر چینگ است، قبل از اواسط قرن هجدهم قرار داشت. سلسله چوسان با احساسات قوی ضد چینگ و وفاداری به سلسله مینگ مشخص می‌شد. بر اساس وقایع‌نامه سالیانه سلسله چوسان، چوسان امپراتوری مینگ را سرزمین‌ اجدادی خود و سلسله چینگ را وحشی می‌دانست و حتی پس از فروپاشی مینگ به آن وفادار ماند. روشنفکران چوسان به دلیل پایبندی به دیدگاه چین محور به نام هوای گوان، عمیقاً از سلسله چینگ بیزار بودند.
چین (دودمان مینگ) مادر و پدر کشور ماست؛ بنابراین، آن وحشی‌ها (دودمان چینگ) دشمن والدین ما هستند. به عنوان یک کارمند دولت، چگونه می‌توانید والدین خود را رها کنید و برادر دشمن والدین خود شوید؟ آن کار (کمک مینگ به چوسان) در طول ایمجین‌وائه‌ران (حمله ژاپن به چوسان، ۱۵۹۲) به لطف قدرت امپراتور (مینگ) بود. تا زمانی که کشورمان زنده است و نفس می‌کشد، فراموش کردن لطف امپراتور دشوار است. ... ما (سلسله چوسان) حتی اگر کشورمان ناپدید شود، وفاداری خود را رها نخواهیم کرد (نقل قول از اینجو چوسان، ۱۶۳۶).
خواسته چوسان این بود که تا جایی که ممکن است نمایندگانی را برای منافع اقتصادی و فرهنگی و همچنین اهداف دیپلماتیک اعزام کند. چین از چوسان فقط یک بار در یک دوره سه ساله خواستار پرداخت خراج شد. با این حال، چوسان به شدت با این عمل مخالفت کرد و چین در جواب از چوسان خواست سه بار در سال به چین خراج بدهد، چین با ممنوعیت ورود نمایندگان فرستاده به کشور یا درخواست خراج غیرمنطقی، آنها را تحت فشار قرار داد، اما در نهایت چوسان که از نظر تئوریک برتری داشت، این امتیاز را به دست آورد که حداقل یک یا دو بار در سال خراج بپردازد. چوسان از بیشترین فرصت‌ها برای تجارت تحت سیستم خراجگزاری با چین برخوردار بود و تجارت خراج با چین به عنوان امتیازی تلقی می‌شد که به راحتی در آسیا اعطا نمی‌شد. چین برای حفظ چهره خود مجبور شد ارزشی بالاتر از ادای احترامی که دریافت کرده بود بدهد و چوسان از آن سوء استفاده کرد. چوسان مزایای اقتصادی و فرهنگی متعددی را از طریق هدایایی از سوی چین امپراتوری تجربه کرد. هدف از ادای احترام بسته به شرایط متفاوت بود، اما معمولاً برای منافع اقتصادی یا دیپلماتیک بود.
در قرن نوزدهم، چین به دلیل ظهور غرب و ژاپن با چالش‌های بزرگی مواجه شد. این کشورها که قبلاً سیستم حاکمیتی را اتخاذ کرده بودند، در مورد وضعیت روابط بین چینگ و چوسان سؤال کردند. قبل از اردوکشی فرانسوی‌ها به کره (۱۸۶۶) و اردوکشی ایالات متحده به کره (۱۸۷۱)، فرانسه و ایالات متحده  چندین سؤال را در نظر گرفتند و پرسیدند که آیا جنگ با چوسان منجر به تهاجم به سلسله چینگ خواهد شد؟، اگر سلسله چینگ مداخله کند؟ و ماهیت رابطه چینگ-چوسان چیست؟. دولت چینگ پاسخ داد که «چوسان یک دولت مستقل است، اما در عین حال یک دولت وابسته است»، یعنی سوکگوک‌جاجو (به معنی: اغلب کشور وابسته، هانگول: 속국자주, هانجا: 屬國自主) بود. اما موقعیت چوسان، جهان غرب و ژاپن بود که کشورهای خراجگزار مانند چوسان در آن زمان عملاً کشورهای مستقلی بودند.
مینگ و چینگ در قبال چوسان سیاست لسه فر داشتند، علیرغم اینکه چوسان کشور خراجگزار چین بود، چوسان در امور داخلی و خارجی خود مستقل بود و چین دستکاری یا دخالتی در آنها نداشت. با این حال، پس از حادثه ایمو در سال ۱۸۸۲، چین سیاست لسه فر خود را کنار گذاشت، معاهده چین و کره در سال ۱۸۸۲ را امضا کرد و مستقیماً در امور چوسان درگیر شد.

#### رابطه چین و کره پس از حادثه ایمو
پس از حادثه‌ ایمو در سال ۱۸۸۲، تلاش‌های اولیه اصلاحات در کره با شکست بزرگی مواجه شد. پس از این حادثه، چینی‌ها دوباره نفوذ خود را بر شبه جزیره نشان دادند، جایی که آنها شروع به مداخله مستقیم در امور داخلی کره کردند. پس از استقرار نیروها در نقاط استراتژیک در پایتخت چوسان سئول، چینی‌ها چندین ابتکار را برای به دست آوردن نفوذ قابل توجه بر دولت کره انجام دادند. چینگ دو مشاور ویژه در امور خارجی را به نمایندگی از منافع چین به کره اعزام کرد: پل گئورگ فون مولندورف آلمانی، از نزدیکان لی هونجانگ، و دیپلمات چینی، ما‌ تیانجونگ. چینی‌ها بر ایجاد یک سرویس گمرکی دریایی کره به ریاست فون مولندورف نظارت داشتند. کارکنانی از افسران چینی نیز آموزش ارتش را بر عهده گرفتند، آنها ۱,۰۰۰ تفنگ، دو توپ، و ۱۰,۰۰۰ گلوله مهمات در اختیار کره‌ای‌ها قرار دادند. علاوه بر این، چینگونیونگ (فرماندهی گارد پایتخت)، یک تشکیلات نظامی جدید کره‌ای، توسط یوآن شیکای در راستای مسیر و اهداف چینی‌‌ها ایجاد و آموزش داده شد.
در اکتبر ۱۸۸۲، دو کشور معاهده ۱۸۸۲ چین و کره را امضا کردند، و کره به یک کشور خراجگزار نیمه استعماری چین تبدیل شد، پادشاه‌ گوجونگ قادر به انتصاب دیپلمات‌ها بدون تأیید چین نبود و نیروهایی برای حفاظت از منافع چین در چوسان مستقر بودند. سیاست جدید چین در قبال چوسان توسط لی هونجانگ تنظیم و توسط یوآن شیکای اجرا شد. به گفته مینگ-ته لین: «کنترل لی بر کره از سال ۱۸۸۵ تا ۱۸۹۴ از طریق یوآن شیکای به عنوان یک مقام مقیم، نشان دهنده یک سیاست نابهنگام مداخله در قبال کره بود.»

### گیورین
گیورین (به معنی: «روابط همسایگی») یک اصطلاح نئوکنفوسیوسی بود که در چوسان کره ایجاد شد. این اصطلاح برای شناسایی و توصیف یک سیاست دیپلماتیک بود که روابط دوستانه را با کشورهای همسایه ایجاد و حفظ می‌کند. گیورین در کنار یک اصطلاح نتیجه‌ای تفسیر و درک شد، که عبارت بود از سیاست سادِجوئی یا «خدمت به بزرگ» که در قبال چین‌ امپراتوری اعمال می‌شد‌‌. سیاست بلندمدت و استراتژیک با گیورین (کیورین) (روابط همسایگی) که به عنوان دیپلماسی در برخورد با: جورچن‌ها، ژاپن، پادشاهی‌ ریوکیو، سیام و جاوه انجام می‌شد در تضاد بود. گیورین در یک سیاست خارجی چند ملیتی اعمال شد. ماهیت منحصر به فرد این مبادلات دیپلماتیک دوجانبه از چارچوب مفهومی توسعه یافته توسط چینی‌ها شکل گرفته است. به تدریج، مدل‌های نظری اصلاح می‌شوند و سیر تکاملی یک رابطه منحصر به فرد را منعکس می‌کنند.

### ژاپن
به عنوان گام اولیه، یک هیئت‌ دیپلماتیک در سال ۱۴۰۲ به ژاپن اعزام شد. فرستاده چوسان به دنبال برقراری مجدد روابط دوستانه بین دو کشور بود و او مأمور شد تا روابط حسنه‌ای را که در دوران باستان وجود داشت، یادآوری کند. این ماموریت و اعزام هیئت موفقیت آمیز بود و گزارش شد که شوگون؛ آشیکاگا یوشی‌میتسو تحت تأثیر این اقدام چوسان و فرستادن هیئت دیپملپاتیک و برقراری سفارت‌خانه اولیه در ژاپن قرار گرفته است. قبل از شروع دوره ادو ژاپن، حداقل ۷۰ هیئت دیپلماتیک از پایتخت چوسان به ژاپن اعزام شدند.
مأموریت‌ها و هیئت‌های اعزامی متقابل به عنوان وسیله‌ای برای ارتباط بین پادشاهان کره و شوگون‌های ژاپنی با رتبه تقریباً برابر تعبیر می‌شد. امپراتوران‌ ژاپن در آن زمان شخصیت‌هایی بودند که هیچ قدرت سیاسی یا نظامی واقعی نداشتند و حاکمان سیاسی و نظامی واقعی ژاپن که چوسان با آنها ارتباط برقرار کرد، شوگون‌هایی بودند که در بسیاری از ارتباطات خارجی به عنوان «سرمایه‌دار و شخص دارای نفوذ ژاپن» معرفی می‌شدند تا از درگیری با سیستم مرکزگرایی چین که در آن امپراتور‌ چین دارای بالاترین مقام بود و همه فرمانروایان کشورهای خراجگزار به عنوان «پادشاه» شناخته می‌شدند، جلوگیری شود.

## نظام اجتماعی

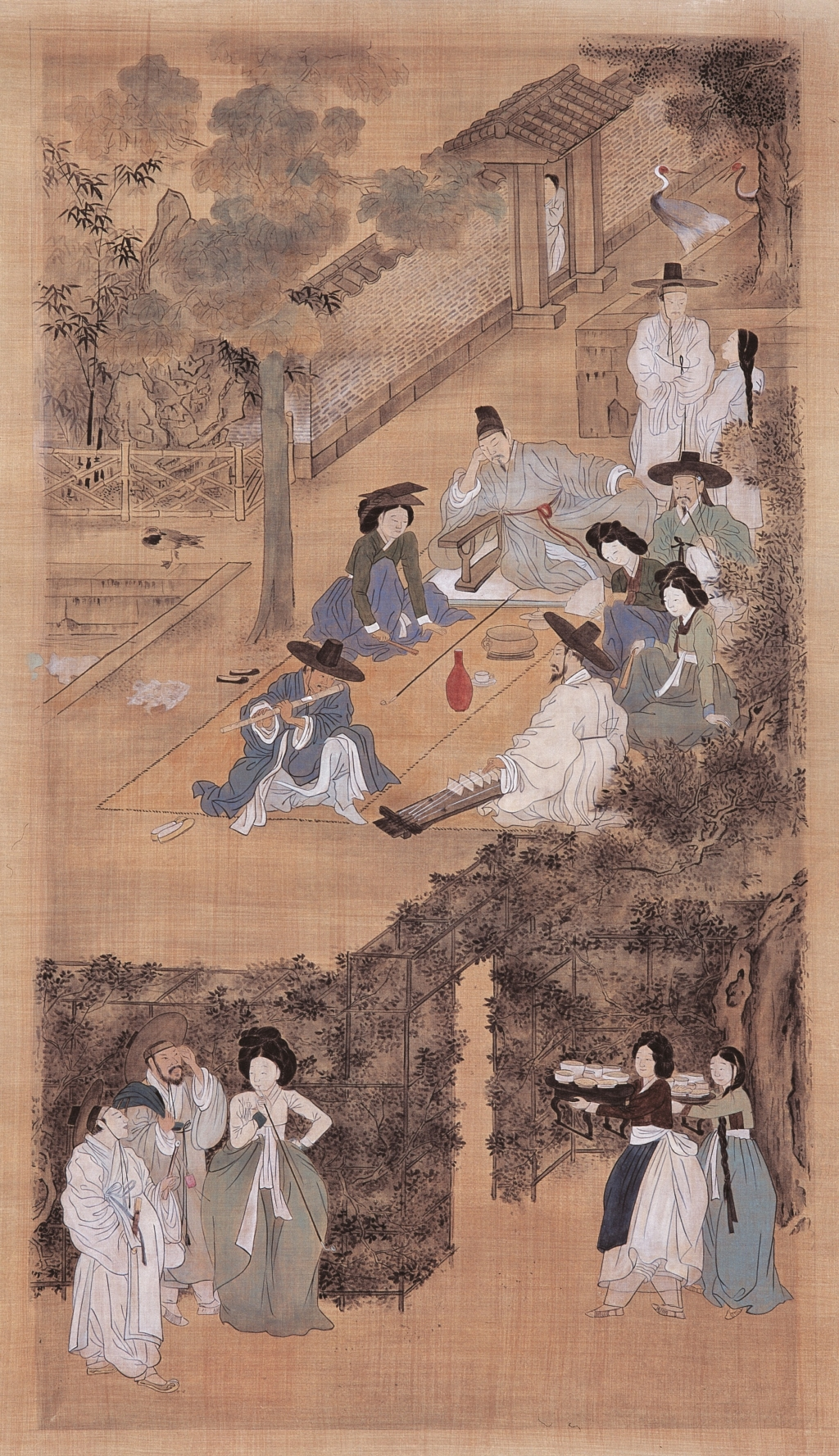
نقاشی قرن ۱۸ که گروهی از اعضای جامعه را نشان می‌دهد.

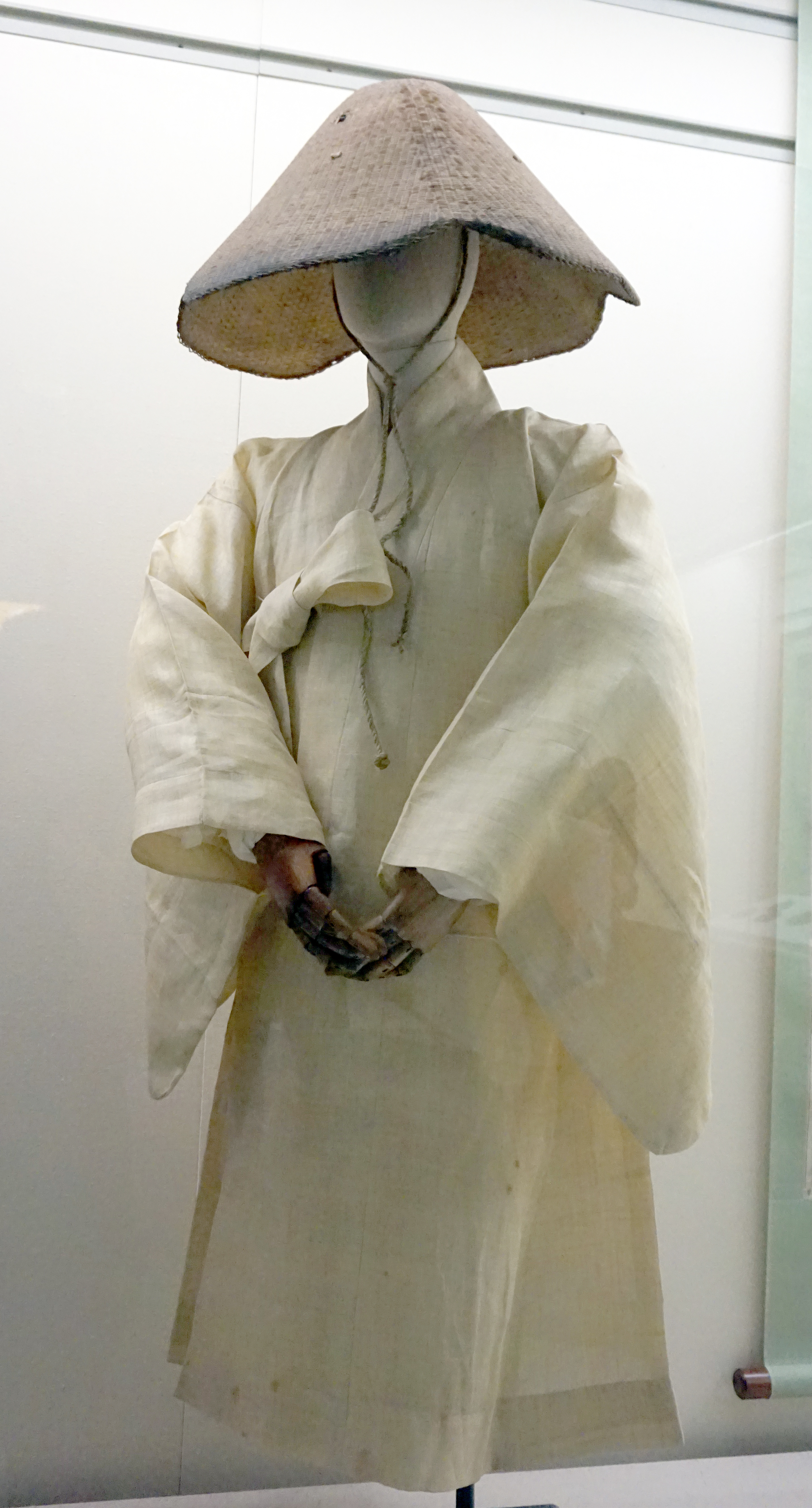
لباس عزاداری زنان در چوسان

ارقام دقیق جمعیت کره در دوره چوسان مورد مناقشه است زیرا سوابق دولتی خانوارها در این دوره غیرقابل اعتماد تلقی می‌‌شوند. بین سال‌های ۱۸۱۰ و ۱۸۵۰، جمعیت تقریباً ۱۰ درصد کاهش یافت و ثابت ماند. قبل از معرفی پزشکی مدرن توسط دولت امپراتوری‌ کره در اوایل قرن بیستم، میانگین امید به زندگی برای مردان دهقان و عادی کره‌ای ۲۴ سال و برای زنان ۲۶ سال بود و این عامل مرگ و میر نوزادان می‌شد.
چوسان کره یک سیستم اداری متمرکز را به کار گرفت که توسط دیوان‌سالاران غیرنظامی و افسران نظامی کنترل می‌شد که مجموعاً یانگبان نامیده می‌شدند. تا پایان قرن هجدهم، یانگبان بیشتر ویژگی‌های یک اشرافیت ارثی را به دست آورده بود، به جز اینکه این وضعیت مبتنی بر ترکیبی منحصربه‌فرد از موقعیت خانوادگی، آزمون‌های گواگئو برای یادگیری آموزه‌های کنفوسیوس (کنفسیوس‌گرایی) و سیستم خدمات‌ کشوری بود. خانواده یک یانگبان که موفق نمی‌شدند برای نسل سوم مقام دولتی شوند، وضعیت یانگبان خود را از دست می‌دادند و تبدیل به مردم عادی می‌شدند. در بیشتر موارد، تنها راه برای تبدیل شدن به یک مقام دولتی، گذراندن یک سری امتحانات گواگئو بود (فرد باید در دو مرحله امتحان «گواگئو کوچکتر» قبول می‌شد (هانگول: 소과) تا واجد شرایط برای آزمون گواگئو بزرگتر و مهم باشد، در آزمون گواگئو بزرگتر هم باز باید دو مرحله را می‌گذراند تا به مقام دولتی برسد). یانگبان و پادشاه در یک تعادل ناآرام، دولت مرکزی و نهادهای نظامی را کنترل می‌کردند. اگرچه تنوع محلی قابل توجهی وجود داشت اما مقدار نسبیت یانگبان‌ها به جمعیت چوسان ممکن است تا سال ۱۸۰۰ به ۳۰ درصد برسد، به دلیل شیوه‌های تازه مبادله وضعیت یانگبان با دهقانان. از آنجایی که دولت کوچک بود، بسیاری از یانگبان‌ها نجیب زادگان محلی با موقعیت اجتماعی بالا بودند، اما همیشه درآمد بالایی نداشتند.
بخش دیگری از جمعیت برده‌ها یا رعیت‌ها (نوبی)، «متولدان طبقه پایین» (چئونمین) یا رانده‌شدگان نجس (باکجئونگ) بودند. برده‌داری در کره ارثی و همچنین نوعی مجازات قانونی بود. نوبی‌ها از نظر اجتماعی از افراد آزاد غیر از طبقه حاکم یانگبان متمایز نبودند و برخی از آنها دارای حقوق مالکیت، اشخاص حقوقی و حقوق مدنی بودند. از این رو، برخی از پژوهشگران استدلال می‌کنند که آنها را به عنوان «بردگان» بنامند، در حالی که برخی دیگر از پژوهشگران آنها را به عنوان «رعیت‌ها» توصیف می‌کنند. نوبی دولتی و هم خصوصی وجود داشت و و دولت گهگاه آنها را به یانگبان می‌داد. نوبی متعلق به خصوصی می‌توانست به عنوان دارایی شخصی به ارث برسد. در طول برداشت محصولات ناچیز، بسیاری از افراد طبقه سانگ‌مین داوطلبانه نوبی می‌شدند تا زنده بمانند. جمعیت نوبی می‌تواند تا حدود یک سوم جمعیت در نوسان باشد، اما به‌طور متوسط نوبی‌ها حدود ۱۰٪ از کل جمعیت را تشکیل می‌دادند.  برده‌های چوسان می‌توانستند (اغلب داشتند) مالکیت داشته باشند. بردگان خصوصی می‌توانستند آزادی خود را بخرند.

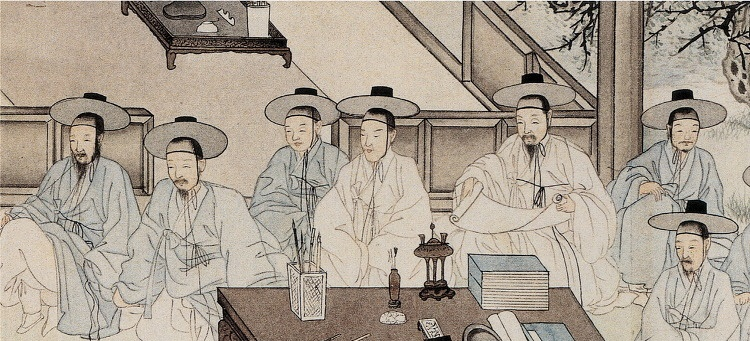
یک نقاشی از دوران چوسان که نمایانگر چونگین (به معنای واقعی کلمه «مردم طبقه متوسط») است، معادل خرده‌بورژوازی.

بسیاری از ۴۰ تا ۵۰ درصد باقیمانده جمعیت مطمئناً کشاورز بودند، اما تحقیقات اخیر مسائل مهمی را در مورد اندازه سایر گروه‌ها مطرح کرده‌است: بازرگانان و تاجران، کارمندان دولت محلی یا شبه دولتی (جونگین)، صنعتگران و کارگران، کارگران نساجی و غیره. با توجه به اندازه جمعیت، ممکن است یک فرد معمولی بیش از یک نقش داشته باشد. در هر صورت، بخش عمده‌ی کشاورزی جنبه‌ی تجاری داشت، نه معیشتی. علاوه بر ایجاد درآمد اضافی، ممکن است برای جلوگیری از بدترین اثرات یک سیستم مالیاتی اغلب سنگین و فاسد، به میزان مشخصی از مهارت شغلی نیاز بوده باشد.
نقش‌های جنسیتی در دوره چوسان در مقایسه با دوران گوریو سختگیرانه‌تر شد. نفوذ نئوکنفوسیونیسم در جامعه‌ی آن زمان که به طور فزاینده‌ای مردسالارانه می‌شد، نقش داشت. از زنان انتظار می‌رفت که ساکت باشند و با مردانی که از بستگانشان نبودند، معاشرت نکنند. آنها موظف بودند نسبت به شوهران خود پاکدامن باشند و زنان بیوه اجازه ازدواج مجدد نداشتند. هرگونه شک و تردید در مورد پاکدامنی زن، مایه ننگ خانواده می‌شد. برای حفظ آبروی خانواده، دختران جوان یک چاقوی کوچک (پِدو) حمل می‌کردند و اگر مورد تجاوز قرار می‌گرفتند یا حتی شایعه می‌شد که در رابطه‌ نامشروع دستگیر شده‌اند، از آنها انتظار می‌رفت که با این چاقو خودکشی کنند. همچنین قوانینی وضع شد که زنان را از اسب‌سواری یا ورزش منع می‌کرد.

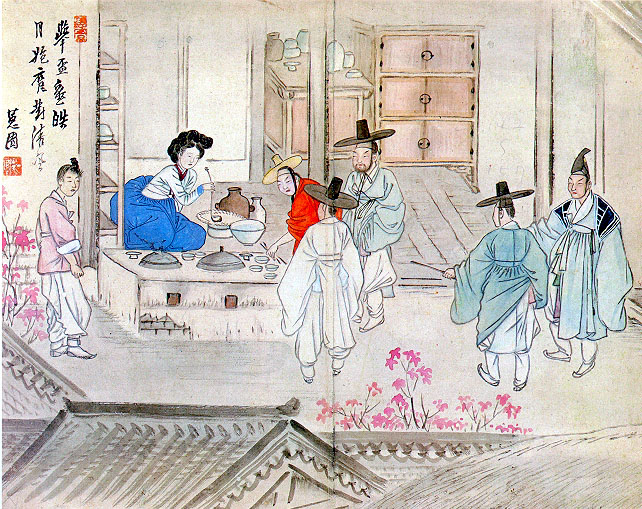
برگزاری یک مهمانی نوشیدن، اثر هِوان پونگسوکدو

در اواخر سلسله چوسان، آرمان‌های کنفوسیوسیِ ادب و نزاکت و «تقوا و احترام به فرزند» به تدریج با رعایت دقیق سلسله مراتب اجتماعی پیچیده، با درجات مختلف، برابر دانسته شد. در اوایل قرن هجدهم، منتقد اجتماعی یی‌ چونگ‌-هوان ‎(۱۶۹۰-۱۷۵۶) با طعنه شکایت کرد که «با وجود این همه رتبه و درجه‌ی اجتماعی مختلف که مردم را از یکدیگر جدا می‌کند، مردم معمولاً دایره‌ی دوستان خیلی بزرگی ندارند.» اما، حتی همانطور که یی نوشت، تمایزات اجتماعی غیررسمی اوایل چوسان توسط تبعیض قانونی تقویت می‌شد. مانند قانون تعدیل هزینه که پوشش گروه‌های مختلف اجتماعی را تنظیم و قوانینی که ارث و مالکیت اموال توسط زنان را محدود می‌کرد. دقیقاً به دلیل اصول کتاب اثر کلاسیک تقوای فرزندی، از کنفوسیوس، رسم مردان بالغ در دوره چوسان، برخلاف دوره توکوگاوا در ژاپن، حفظ مو و ریش را توصیه می‌کرد.

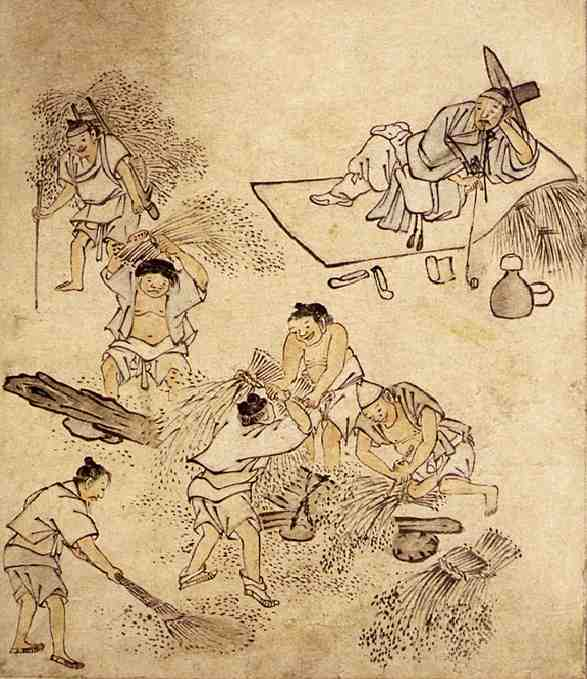
برنجکوبی از آلبوم نقاشی صحنه‌های خودمانی؛ دان‌وُن پونگسوکدو چئوپ، این آلبوم توسط کیم هونگ-دو در اواخر دوره چوسان کشیده شده است و به نام هنری (یک نام حرفه‌ای است که توسط هنرمندان، شاعران و نویسندگان در سینوسفر استفاده می‌شود. این کلمه و مفهوم آن از چین سرچشمه گرفته است، جایی که به عنوان لقب برای افراد تحصیل‌کرده استفاده می‌شد، سپس در سایر کشورهای شرق آسیا: به ویژه در ژاپن، کره، ویتنام و پادشاهی‌ سابق‌ ریوکیو رایج شد) کیم؛ دان‌وُن، نامگذاری شده که شامل ۲۵ نقاشی با آبرنگ روشن روی کاغذ کره‌ای است. هر نقاشی به وضوح زندگی روزمره مردم عادی را در دوره چوسان به تصویر می‌کشد.

با این حال، این قوانین ممکن است دقیقاً به این دلیل اعلام شده باشند که تحرک اجتماعی، به ویژه در طول قرن پررونقی که از حدود سال ۱۷۱۰ آغاز شد، در حال افزایش بود. سلسله مراتب اجتماعی اولیه دوران چوسان بر اساس سلسله مراتب اجتماعی دوران گوریو توسعه یافت. در قرون ۱۴ تا ۱۶ میلادی، این سلسله مراتب سختگیرانه و پایدار بود. از آنجا که فرصت‌های اقتصادی برای تغییر وضعیت محدود بود، نیازی به قانون نبود.
در اواخر قرن هفدهم تا نوزدهم، گروه‌های تجاری جدیدی ظهور کردند و نظام طبقاتی قدیمی به شدت تضعیف شد. این وضعیت در طبقه یانگبان منطقه ده‌گو، جایی که انتظار می‌رفت در سال ۱۸۵۸ نزدیک به ۷۰ درصد برسند، بیشتر مشهود بود.
در سال ۱۸۰۱، بردگان متعلق به دولت همگی آزاد شدند و این نهاد به تدریج در طول قرن بعد از بین رفت. تا سال ۱۸۵۸، جمعیت نوبی‌ها حدود ۱.۵ درصد از کل جمعیت کره بود. این نهاد به عنوان بخشی از یک طرح اجتماعی به نام اصلاحات گابو در سال ۱۸۹۴ به طور کامل لغو شد.

### سئونبی‌ها

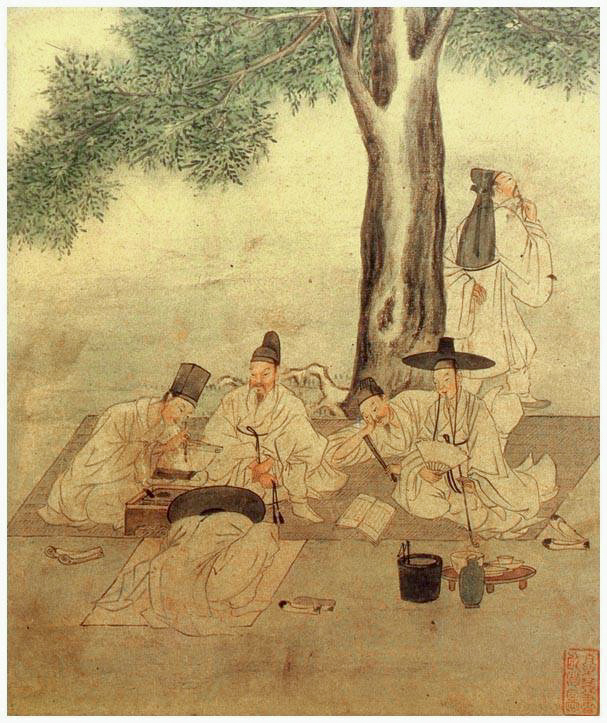
سا-این-شی-ایوم (هانگول: 사인시음). تصویری از نویسندگی سئونبی‌‌ها، اثر نقاش کره‌ای قرن هجدهم، دامچول کانگ هوی-اون (۱۷۸۴-۱۷۳۸).

سئونبی‌ها (هانگول:선비؛ هانجا: 士) نقش مهمی در جناح‌های‌ سیاسی‌ سلسله‌ چوسان ایفا کردند. از نظر ریشه‌شناسی، این کلمه از یک کلمه بومی کره‌ای به معنای «کسی که خردمند و آگاه است» گرفته شده است، و بعدها با کلمه چینی 士 (shì) مترادف شد که به معنای «محقق» یا «نگهدارنده، ملازم» است. از آنجایی که سلسله چوسان مطالعه کنفوسیانیسم را تشویق می‌کرد، سئونبی‌ها در جامعه کره‌ای دوران چوسان به عنوان «دانشجویانی که کنفوسیانیسم را مطالعه می‌کنند» تعبیر می‌شدند.
سئونبی‌ها تحت دستورالعمل‌های سختگیرانه و استاندارد کنفوسیوسی زندگی می‌کردند. اگرچه آنها تشویق می‌شدند که در سیاست شرکت کنند و به عنوان مشاور پادشاه عمل کنند، اما بسیاری از سئونبی‌ها زندگی آرامی در مناطق دورافتاده و بدون وابستگی به هیچ اداره دولتی داشتند. این سئونبی‌ها اغلب جوامع علمی را سازماندهی می‌کردند که غالبا نفوذ زیادی بر مناطق محلی داشتند. کسانی که صاحب منصب می‌شدند، به عنوان اشراف عمل می‌کردند و به نفوذ خود بر سیاست چوسان می‌بالیدند.
سئونبی‌ها پیوسته از مناظره به عنوان یک روش اصلی تصمیم‌گیری استفاده می‌کردند. سئونبی‌ها نظرات خود را در مورد مشکلاتی که باید در حضور پادشاه حل شوند بیان کردند و در مورد اشتباهات سایر جناح‌ها و استدلال آنها بحث کردند. این درگیری‌های سیاسی اغلب به خشونت منجر می‌شد، مانند پاکسازی‌های‌ ادبای‌ کره‌ای.

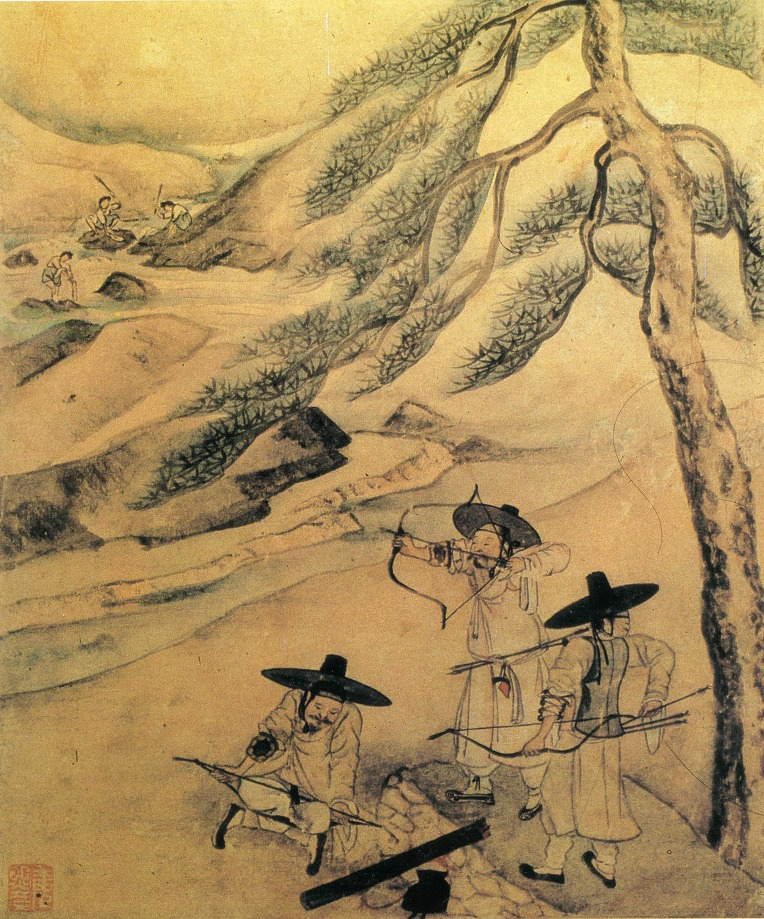
سا-این-سا-یه (هانگول: 사인사예). تصویری از سئونبی‌های کمان به‌دست، اثر نقاش کره‌ای قرن هجدهم، دامچول کانگ هوی-اون (۱۷۸۴-۱۷۳۸).

سئونبی‌ها همچنین در زمان جنگ در ارتش‌های‌ صالح شرکت می‌کردند زیرا تیراندازی با کمان به عنوان یک درس هنرهای آزاد به سئونبی‌ها آموزش داده می‌شد. سئونبی‌هایی مانند کواک جائه-یو، کو کیونگ میونگ و جو هون ارتش‌ها را در نبرد رهبری می‌کردند. از آنجایی که سئونبی‌ها به عنوان رهبران روستا نیز عمل می‌کردند، اغلب دهقانان محلی را متحد کرده و ارتش‌ها را به جنگ هدایت می‌کردند.

## فرهنگ
سلسله چوسان دو دوره رشد فرهنگی بزرگ را رهبری کرد که طی آن فرهنگ چوسان اولین مراسم‌ چای‌ کره‌ای، باغ‌های‌ کره‌ای و آثار تاریخی گسترده‌ای را خلق کرد. سلسله سلطنتی همچنین چندین قلعه و کاخ ساخت.
زنان اشرافی کره‌ای در این دوران، به همراه شمن‌ها، در قرن پانزدهم به دلیل هنجارهای اجتماعی نئوکنفوسیوسی سرکوب می‌شدند، در حالی که پیش از آن، آنها یکی از کم‌محدودترین زندگی‌ها را در آسیا داشتند.

### لباس

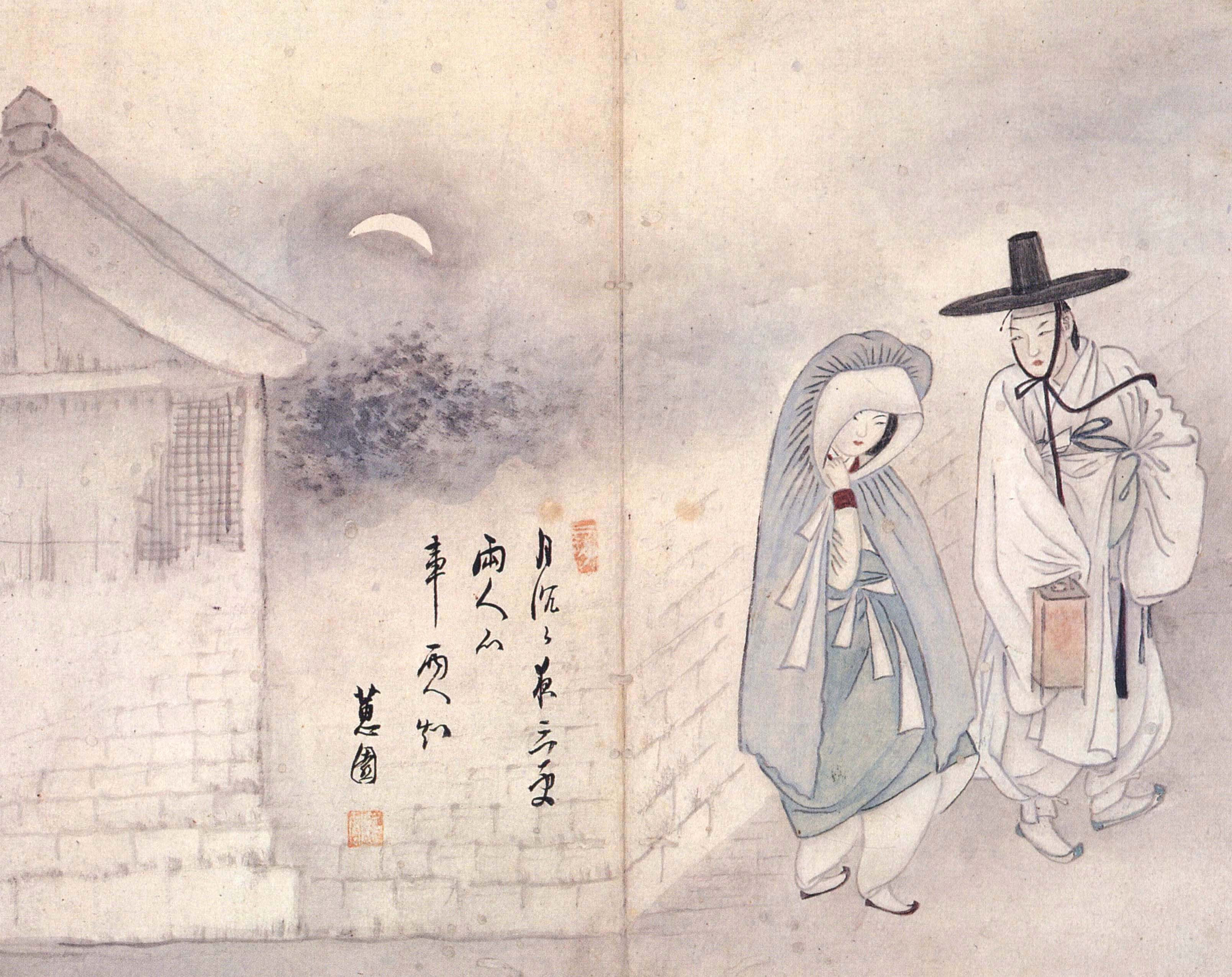
لباس‌‌های هانبوک مردانه (راست) و زنانه (چپ) در دوره چوسان. پرتره‌ای که توسط شین یون بوک (۱۷۵۸-؟) نقاشی شده است.

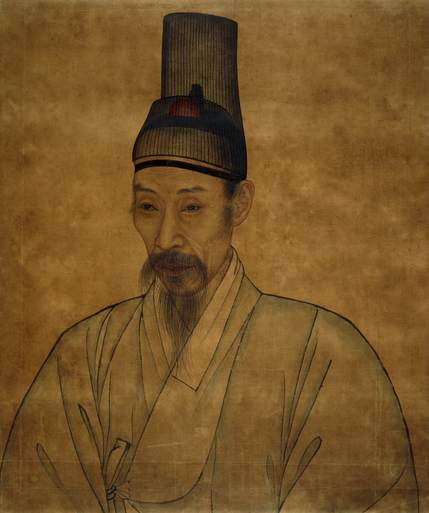
لباس مردانه‌ی یک سئونبی. پرتره‌ای از یی‌ جه‌-گوان (۱۷۸۳-۱۸۳۷).

در طول دوره چوسان، جِئوگوری هانبوک زنانه به تدریج تنگ‌تر و کوتاه‌تر شد. در قرن شانزدهم، جئوگوری گشاد بود و تا زیر کمر می‌رسید، اما تا قرن نوزدهم، جئوگوری آنقدر کوتاه شد که سینه‌ها را نمی‌پوشاند، بنابراین از تکه پارچه دیگری (هِئوریتی) برای پوشاندن آنها استفاده می‌شد. در پایان قرن نوزدهم، هیونگسان دائه‌وُنگون، ماگوجا، یک ژاکت به سبک منچو، را به کره معرفی کرد که تا به امروز اغلب با هانبوک پوشیده می‌شود.
در اواخر دوره چوسان، چیما دامن بلند و جئوگوری کوتاه و تنگ بود. بر گشادی دامن در اطراف باسن تأکید می‌شد. زیرپوش‌های زیادی مانند داریسوک‌گوت، سوکسوک‌گوت، دانسوک‌گوت و گوجِنگی برای رسیدن به یک ظاهر دلخواه، زیر چیما پوشیده می‌شدند. از آنجا که جئوگوری خیلی کوتاه بود، طبیعی بود که هئوریتی یا هئوریماری که مانند کرست عمل می‌کرد، نمایان باشد.

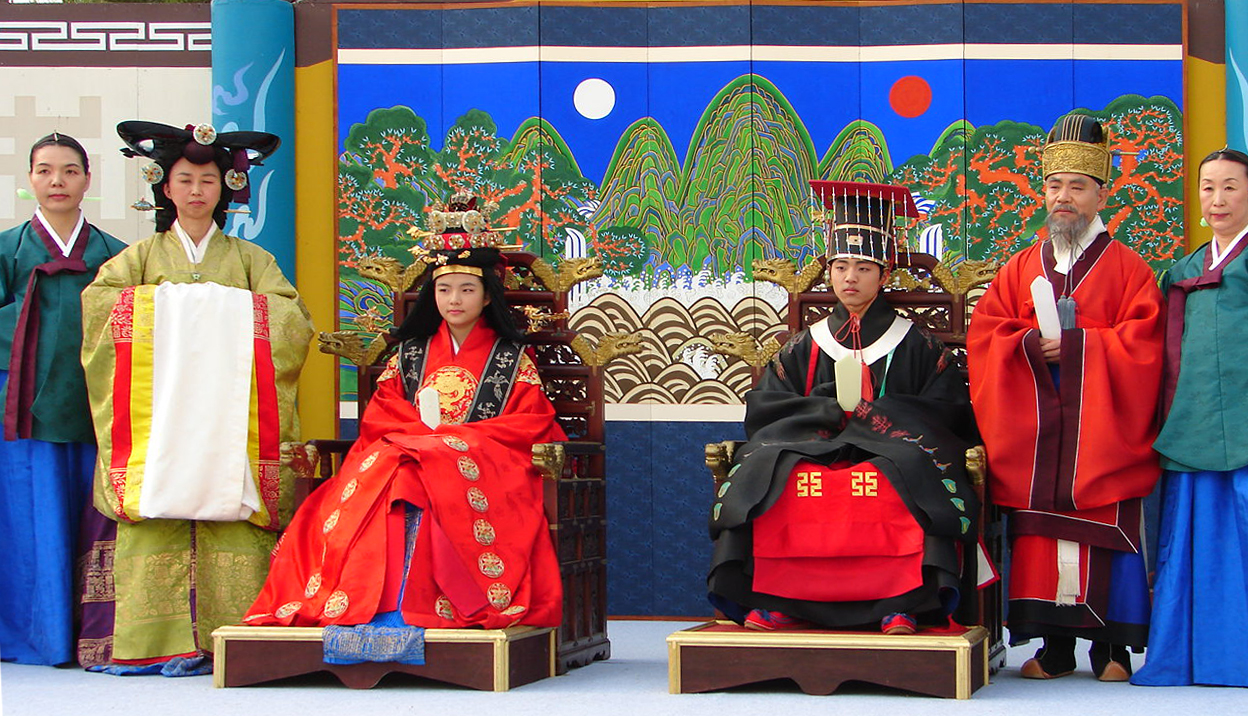
مراسم سلطنتی با لباس‌های دوره چوسان. پارچه کتان سفیدی که در تصویر از زیر جئوگوری نمایان است، هئوریتی است.

طبقات مرفه در هوای گرم، هانبوک‌هایی از جنس پارچه رامی یا سایر مواد سبک و مرغوب و در بقیه سال، هانبوک‌هایی از جنس ابریشم ساده و طرح‌دار می‌پوشیدند. مردم عادی طبق قانون و همچنین منابع، در بهترین حالت، به پنبه محدود بودند. طبقات بالای جامعه رنگ‌های متنوعی می‌پوشیدند، هرچند رنگ‌های روشن عموماً توسط کودکان و دختران، و رنگ‌های ملایم توسط مردان و زنان میانسال پوشیده می‌شد. طبق قانون، مردم عادی محدود به پوشیدن لباس‌های روزمره سفید بودند، اما برای مناسبت‌های خاص، لباس‌هایی کدر به رنگ‌های صورتی کم‌رنگ، سبز روشن، خاکستری و زغالی می‌پوشیدند. رسماً، وقتی مردان کره‌ای به بیرون از منزل می‌رفتند، موظف بودند پالتوهایی به نام دوروماگی بپوشند که تا زانو می‌رسید.

### هنر
سبک‌های نقاشی اواسط دوره چوسان به سمت واقع‌گرایی فزاینده‌ای حرکت کردند. یک سبک نقاشی ملی از مناظر به نام «منظره حقیقی» آغاز شد که از سبک سنتی چینی مناظر عمومی ایده‌آل به مکان‌های خاص با جزئیات دقیق حرکت می‌کرد. اگرچه این سبک عکاسی نبود، اما به اندازه کافی آکادمیک بود تا به عنوان یک سبک استاندارد در نقاشی کره‌ای تثبیت و پشتیبانی شود. در این زمان چین دیگر نفوذ برجسته‌ای نداشت، هنر کره‌ای مسیر خود را در پیش گرفت و به طور فزاینده‌ای از نقاشی سنتی چینی متمایز شد.
هنر سرامیک نوعی هنر محبوب در دوره چوسان است. نمونه‌هایی از سرامیک شامل ظروف چینی سفید یا چینی سفید تزئین شده با کبالت، زیرلعابی مسی قرمز، زیرلعابی آبی و زیرلعابی آهنی است. سرامیک‌های دوره چوسان با دوره‌های دیگر متفاوت هستند، زیرا هنرمندان احساس می‌کردند که هر اثر هنری سزاوار شخصیت منحصر به فرد و پرورش‌یافته خود است.
از قرن دهم میلادی، چینی سفید در کره ساخته می‌شد.

## فهرست پادشاهان چوسان
| ا  | نام امپراتور | دوره زندگانی (میلادی) | نسبت با امپراتور قبلی              | دوره حکومت (میلادی) |
| -- | ------------ | --------------------- | ---------------------------------- | ------------------- |
| ۱  | تائجو        | ۱۳۳۵–۱۴۰۸             | مؤسس سلسله چوسان                   | ۱۳۹۲–۱۳۹۸           |
| ۲  | جونگ‌جونگ     | ۱۳۵۷- ۱۴۱۹            | پسر تائجو                          | ۱۴۰۰-۱۳۹۸           |
| ۳  | تائجونگ      | ۱۳۶۷–۱۴۲۲             | برادر جونگ‌جونگ                     | ۱۴۰۰–۱۴۱۸           |
| ۴  | سجونگ کبیر   | ۱۳۹۷–۱۴۵۰             | پسر تائجونگ                        | ۱۴۱۸–۱۴۵۰           |
| ۵  | مونجونگ      | ۱۴۱۴–۱۴۵۲             | پسر سجونگ کبیر                     | ۱۴۵۰–۱۴۵۲           |
| ۶  | دانجونگ      | ۱۴۴۱–۱۴۵۷             | پسر مونجونگ                        | ۱۴۵۲–۱۴۵۵           |
| ۷  | سجو          | ۱۴۱۷–۱۴۶۸             | عموی دانجونگ                       | ۱۴۵۵–۱۴۶۸           |
| ۸  | یجونگ        | ۱۴۵۰–۱۴۶۹             | پسر سجو                            | ۱۴۶۸–۱۴۶۹           |
| ۹  | سونگ‌جونگ     | ۱۴۵۷–۱۴۹۴             | برادرزاده یجونگ                    | ۱۴۶۹–۱۴۹۴           |
| ۱۰ | یونسانگون    | ۱۴۷۶–۱۵۰۶             | پسر سئونگ جونگ                     | ۱۴۹۴–۱۵۰۶           |
| ۱۱ | چونگ‌جونگ     | ۱۴۸۶–۱۵۴۴             | برادر یونسانگون                    | ۱۵۰۶–۱۵۴۴           |
| ۱۲ | اینجونگ      | ۱۵۱۵–۱۵۴۵             | پسر چونگ‌جونگ                       | ۱۵۴۴–۱۵۴۵           |
| ۱۳ | میونگ‌جونگ    | ۱۵۳۴–۱۵۶۷             | برادر اینجونگ                      | ۱۵۴۵–۱۵۶۷           |
| ۱۴ | سونجو        | ۱۵۵۲–۱۶۰۸             | برادرزاده میونگ‌جونگ                | ۱۵۶۷–۱۶۰۸           |
| ۱۵ | گوانگ‌هیگون   | ۱۵۷۵–۱۶۴۱             | پسر سونجو                          | ۱۶۰۸–۱۶۲۳           |
| ۱۶ | اینجو        | ۱۵۹۵–۱۶۴۹             | برادرزاده گوانگ‌هیگون               | ۱۶۲۳–۱۶۴۹           |
| ۱۷ | هیوجونگ      | ۱۶۱۹–۱۶۵۹             | پسر اینجو                          | ۱۶۴۹–۱۶۵۹           |
| ۱۸ | هیونجونگ     | ۱۶۴۱–۱۶۷۴             | پسر هیوجونگ                        | ۱۶۵۹–۱۶۷۴           |
| ۱۹ | سوکجونگ      | ۱۶۶۱–۱۷۲۰             | پسر هیونجونگ                       | ۱۶۷۴–۱۷۲۰           |
| ۲۰ | گیونگ‌جونگ    | ۱۶۸۸–۱۷۲۴             | پسر سوکجونگ                        | ۱۷۲۰–۱۷۲۴           |
| ۲۱ | یونگجو       | ۱۶۹۴–۱۷۷۶             | برادر گیونگ‌جونگ                    | ۱۷۲۴–۱۷۷۶           |
| ۲۲ | جونگجو       | ۱۷۵۲–۱۸۰۰             | نوه یونگجو                         | ۱۷۷۶–۱۸۰۰           |
| ۲۳ | سانجو        | ۱۷۹۰–۱۸۳۴             | پسر جونگجو                         | ۱۸۰۰–۱۸۳۴           |
| ۲۴ | هونجونگ      | ۱۸۲۷–۱۸۴۹             | نوه سانجو                          | ۱۸۳۴–۱۸۴۹           |
| ۲۵ | چولجونگ      | ۱۸۳۱–۱۸۶۳             | نوه برادر جونگجو                   | ۱۸۴۹–۱۸۶۳           |
| ۲۶ | گوجونگ       | ۱۸۵۲–۱۹۱۹             | از نسل اینجو و فرزندخوانده چولجونگ | ۱۸۶۳–۱۹۰۷           |
| ۲۷ | سونجونگ      | ۱۸۴۷–۱۹۲۶             | پسر گوجونگ                         | ۱۹۰۷–۱۹۱۰           |